# История Болоньи

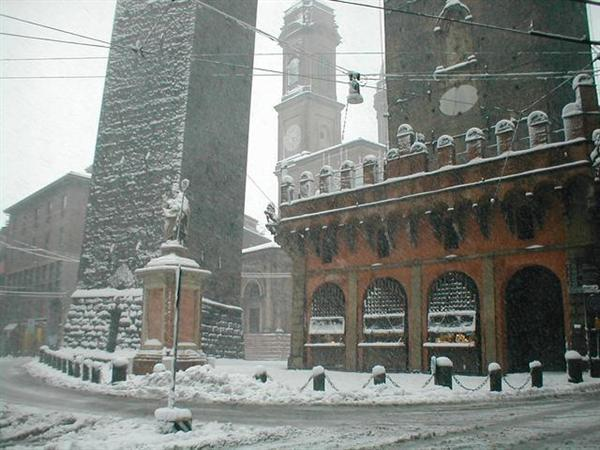
Болонья в снегу: статуя св. Петрония у подножья «падающих» башен Азинелли (справа) и Гаризенда.

Болонья — административный центр провинции Болонья и региона Эмилия-Романья в Италии. В силу выгодного географического положения и благоприятных климатических условий эта местность издавна населена — возраст древнейших стоянок доисторического человека оценивается примерно в 850 000 лет, то есть они относятся к эпохе палеолита. Период неолита представлен так называемой культурой Фьорано, а также керамикой культуры импрессо, культуры сосудов с квадратным горлом и шассейской культуры. В окрестностях современной Болоньи также обнаружены остатки плавильных печей бронзового века; крупные стоянки этого времени обнаружены археологом Антонио Дзаннони в период с 1872 по 1885 год. Между 1907 и 1917 годом Эдоардо Брицио и Раффаэле Петтаццони сделали важные археологические находки бронзового века на территории самого города, в районе ворот Сарагоцца. Стоянки «культуры Вилланова» в Болонье относятся к железному веку, с VII в. до н. э. первым городом здесь стала этрусская Фельсина, позднее этрусков сменило кельтское племя бойев, а во II в. до н. э. город стал римской колонией под названием Бонония. После падения Западной Римской империи в 476 году Болонья переходила от одного средневекового королевства к другому, но вплоть до объединения Италии в 1861 году большую часть времени, исключая короткий республиканский период времён Наполеоновских войн, она поочерёдно принадлежала Священной Римской империи и Папской области (правда, в XIV-XV веках полномочия Святого Престола оспаривались городским самоуправлением).

## Легенда об основании города
Наиболее широко распространённая среди многочисленных легенд об основании Болоньи повествует об этрусском короле Феро, уроженце Равенны, который высадился вместе со своими людьми в междуречье Апозы (Aposa) и Равоне (Ravone), а затем приступил к строительству небольшой деревни в этой неизвестной земле, плодородной и занимающей выгодное географическое положение. Поселение постепенно расширялось вдоль течения реки (ныне в городской черте Болоньи Апоза отведена в подземный коллектор), и однажды Феро приказал построить мост через поток на месте нынешней Виа Фарини возле Пьяцца Мингетти и Пьяцца Кальдерини. Это сооружение не сохранилось до наших дней, и порой его ошибочно называют «железным мостом». Жена короля Феро Апоза утонула, купаясь в этой реке, которой дали её имя. Поселение продолжало расширяться, и Феро решил обнести его каменной стеной. Невзирая на свой почтенный возраст, он сам трудился на строительстве. Однажды жарким днём дочь Феро принесла кувшин воды и, ссылаясь на божественное видение, протянула его отцу с условием, что тот поступит в соответствии с предсказанием, то есть назовёт город её именем. Король выполнил условие, и с тех пор город носил имя дочери — Фельсина.

## Античный период

### Эпоха Вилланова и этрусков

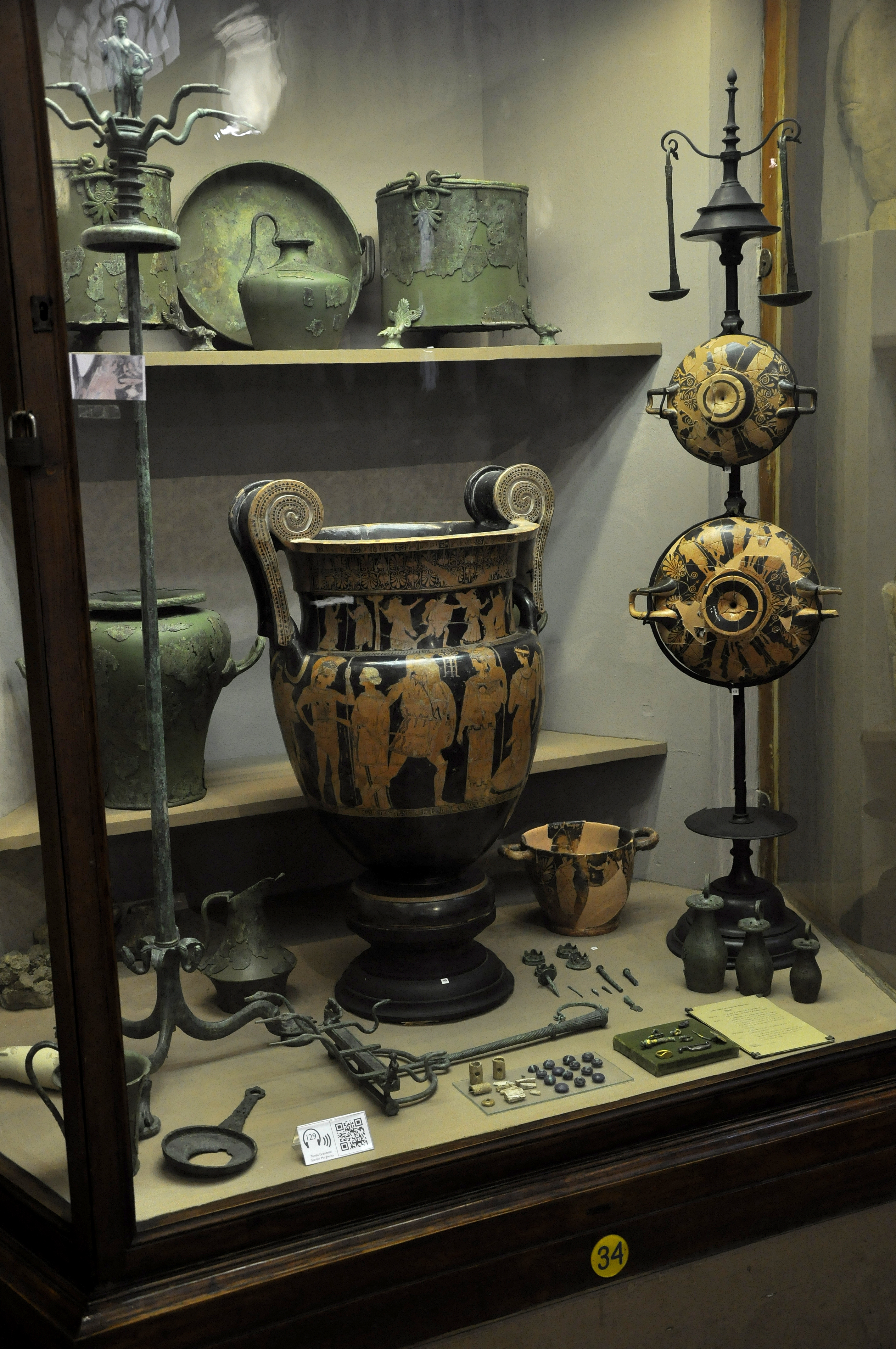
Находки из этрусского некрополя в городском парке Болоньи — Сады Маргариты (Болонский археологический музей).

В 1853 году археологическая экспедиция во главе с Джованни Гоццадини в результате раскопок неподалёку от Вилланова (фракция коммуны Кастеназо в окрестностях Болоньи) обнаружила следы поселения конца IX века до н. э., которое является старейшим на территории современного региона Эмилия-Романья. Период, начинающийся в указанную эпоху и заканчивающийся VI веком до н. э., классифицируется в археологии как культура Вилланова. Относящиеся к ней поселения разбросаны в междуречье Идиче и Рено, в местности наиболее защищённой, удалённой от гор и обладающей умеренным климатом. Основу экономики этого периода составляли земледелие и скотоводство.
Культура Вилланова относилась к Железному веку. Городище эпохи Вилланова находится примерно в семи километрах на северо-запад от современной Болоньи. Находки в захоронениях западнее Болоньи дают основания к датировке этой культуры. Эти захоронения подразделяются на три периода: Беначчи I (примерно 1050—900 годы до н. э.), Беначчи II (примерно 900—700 годы до н. э.) и Арноальди (примерно 700—450 годы до н. э.). Последнее захоронение хронологически накладывается на этрусский период. Древнейшие поселения этого периода в черте Болоньи были сосредоточены на территории современных городских районов Сан-Витале (Quartiere San Vitale) и Савена (Quartiere Savena), где обнаружены соответствующие захоронения. Археологические следы поселений также обнаружены в 1963 году севернее, на углу улиц Ристори и Сан-Донато, вблизи церкви Сан-Винченцо де’Паоли; между 1970 и 1980 годами следы поселений эпохи Вилланова обнаружены в ярмарочном районе. При раскопках на Пьяцца Сан-Франческо обнаружены 14838 бронзовых артефактов и 3 — железных, относящихся к периоду Вилланова (750—680 гг. до н. э.), к концу этого временного отрезка относятся находки с надписями на этрусском языке. О развитии связей с южной Этрурией говорят находки характерных металлических кубков.
Период VII-VI веков до н. э. относится к этрусской культуре, город носил название Вельсна (Velzna), однако более широко используется латинизированная его версия — Фельсина. Первыми находками этрусского периода в городской черте стали несколько некрополей. В ходе раскопок 1870-х годов под руководством упомянутого выше Антонио Дзаннони были обнаружены сотни этрусских захоронений на территории кладбища в бывшем картезианском монастыре, поэтому этот период в истории Болоньи иначе называют «этапом Чертоза» (fase Certosa), а в 1889 году экспедиция Эдоардо Брицио обнаружила некрополь на территории нынешнего городского парка Сады Маргариты. Его старейшие захоронения относятся к 550 году до н. э. и характеризуются большим количеством этрусских бронзовых артефактов и керамики, свидетельствующих о процветании Фельсины этого периода, о чём также сообщал Плиний Старший в своей «Естественной истории» (III книга). В захоронениях прослеживается начавшееся к тому периоду социальное расслоение — обнаружены монументальные надгробные стелы (в частности, на Виа Тофане), а также могилы с большим количеством ценных вещей, свидетельствующих о высоком общественном статусе похороненных (могила в усадьбе Аурели). Изображения на могильных камнях, а также надписи и похоронные принадлежности дают богатую информацию о социальном и политическом устройстве Фельсины, которая позволяет сделать вывод, что социальный статус горожан во многом определялся не только имущественным положением, но и заслугами перед общиной.
Город развивался на месте поселений эпохи Вилланова в междуречье Апозы и Равоне и территориально оставался примерно в тех же пределах. Его расположение позволяло контролировать торговые пути между поселениями Паданской равнины и также имело преимущество благодаря плодородным землям в окрестностях. Археологические раскопки ведутся с XIX века, в восточной части нынешнего исторического центра, в районе улицы дель Прателло (via del Pratello) обнаружены остатки фундаментов из булыжника, возле которых сосредоточены находки этрусской керамики и, более редкие, греческой. Между строениями по-прежнему сохранялось много свободного пространства — очевидно, оно использовалось для земледелия. Результаты археологических исследований позволяют предположить, что многие строения были заброшены уже в тот период, и установить точные границы этрусской Фельсины не представляется возможным. Тем не менее сосредоточение построек этого периода обнаружено в южной части исторического центра Болоньи между площадью Сан-Доменико (piazza San Domenico), улицей Д’Адзелио (via D’Azeglio) и улицей Сарагоцца (via Saragozza), а также северней, на Главной площади, или Пьяцца Маджоре (Piazza Maggiore). Город был систематизирован, разделён улицами на кварталы. К числу наиболее известных архитектурных находок этого периода относятся следы плохо сохранившегося сооружения явно культового характера, названного «вилла Кассарини». Лучше всего сохранились булыжные фундаменты, поскольку, очевидно, для строительства стен применялись в основном глина и дерево, однако, в отличие от эпохи Вилланова, в этрусских постройках сохранилась также черепица.

### Кельтский период

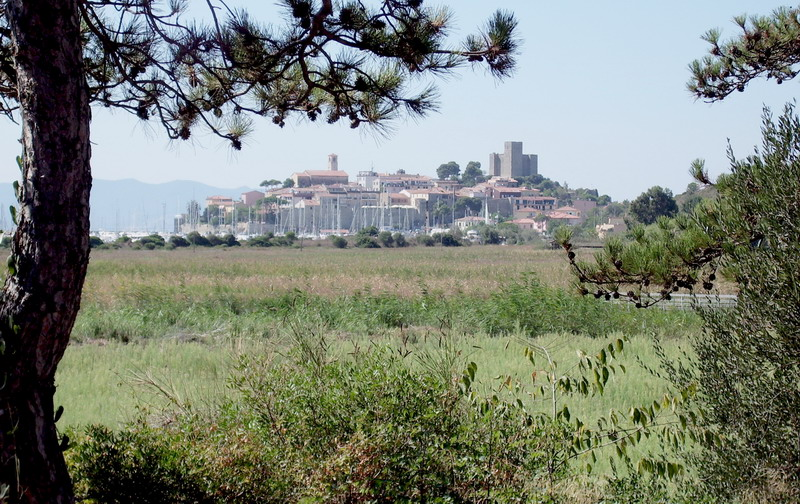
Современный вид на Таламоне (Тоскана).

Археологические данные (в частности, захоронения) свидетельствуют о незначительном присутствии кельтов в Фельсине этрусского периода, начиная с V века до н. э. В 388 или 387 году до н. э. произошло массовое вторжение кельтских племён на Апеннинский полуостров. Согласно Полибию и Плинию кельтские племена бойев стали селиться южнее реки По, включая Фельсину.
В 283 году до н. э. бойи потерпели поражение от римских войск под командованием консула Публия Долабеллы в битве у озера Вадимо, в 282 году до н. э. консул Квинт Эмилий Пап принудил их к заключению мира. Позднее война возобновилась, и в битве при Теламоне в 225 году до н. э. бойи потерпели серьёзное поражение. Новый консул Луций Эмилий Пап (предположительно внук Квинта) вторгся во владения бойев и разорил их, в 224 году до н. э. ценой уступки половины своей территории бойи добились перемирия. В период Пунических войн бойи и инсубры выступили на стороне Ганнибала. После поражения Карфагена в 202 году до н. э. в битве при Заме Риму потребовалось ещё десять лет для покорения бойев — они потерпели окончательный разгром от войск двоюродного брата Сципиона Африканского — Сципиона Назики в 191 году до н. э. Сципион тогда заявил, что из бойев не осталось никого, способного носить оружие — только старики и дети.

### Римская колония и муниципия

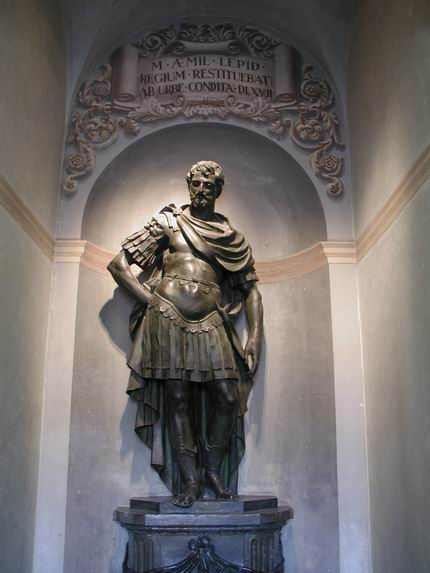
Скульптурное изображение консула Марка Эмилия Лепида в мэрии Реджо-нель-Эмилия.

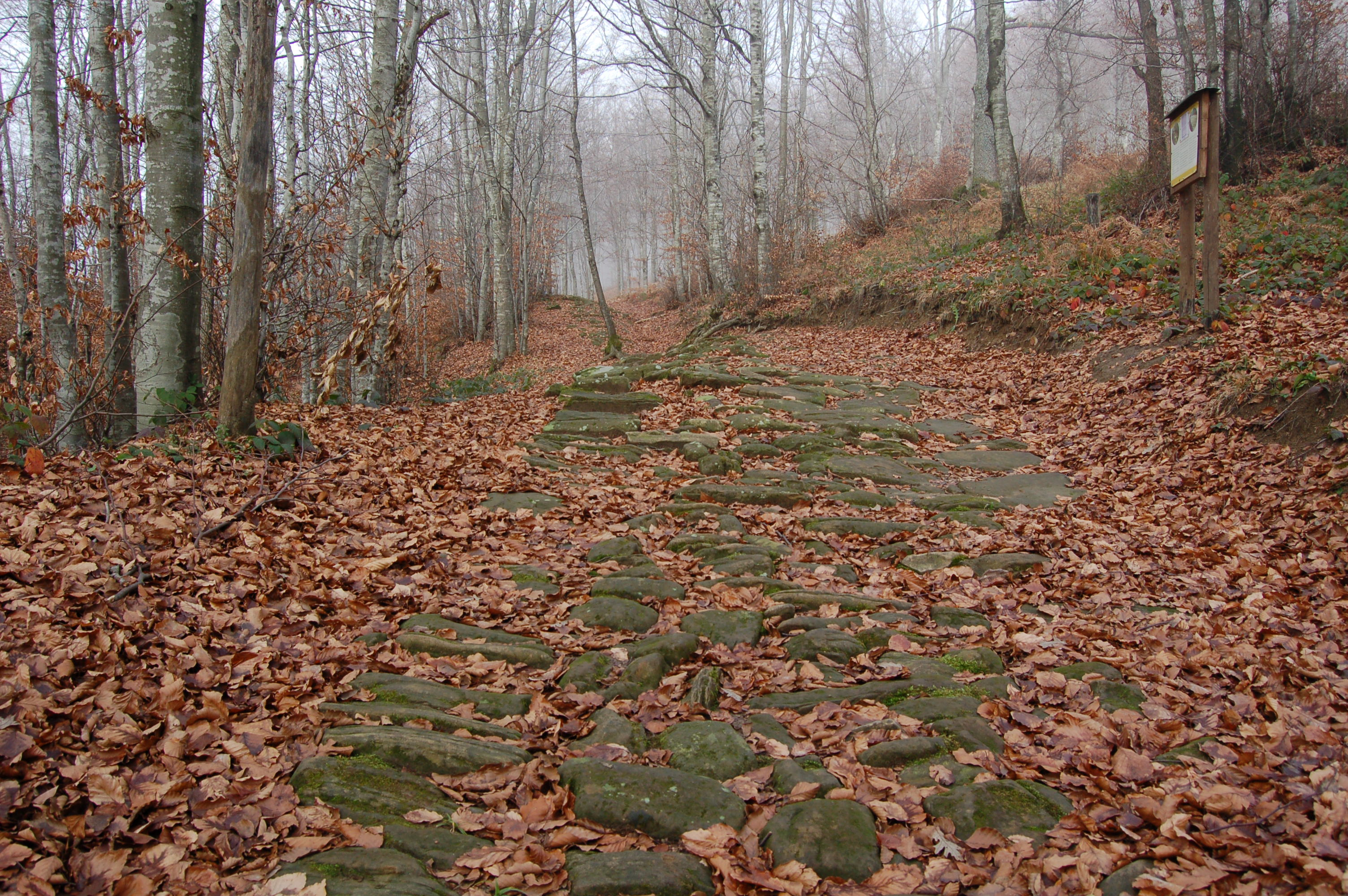
Малая Фламиниева дорога близ Пьян-ди-Балестра (Pian di Balestra) — фракции коммуны Сан-Бенедетто-Валь-ди-Самбро. Фото: Sandro Baldi.

После победы над бойями Сенат Римской республики по инициативе Валерия Флакка и двух других триумвиров проголосовал в 189 году до н. э. за учреждение в Фельсине римской колонии Бонония с населением 3000 человек, каждому из всадников там предоставлялось 70 югеров земли (в прочих римских колониях они получали по 50 югеров). Существует множество версий происхождения латинского названия Бонония (в частности, от bona omnia — «общее благо»). Однако, скорее всего, оно связано с племенем бойев, которые в глазах римлян составляли в этих местах большинство кельтов. Стоит заметить, что Тит Ливий, описывая в своей «Истории Рима» войну 196 года до н. э. в Цизальпинской Галлии, упоминает город Фельсина.
В 187 году до н. э. по инициативе консула Марка Эмилия Лепида построена Эмилиева дорога, которая прошла через центр города, имевшего в плане форму прямоугольника, и связала Бононию с другими колониями на новой границе римских владений — Ариминум (Римини) и Плацентия (Пьяченца); в 183 году до н. э. к этой транспортной сети присоединились Мутина (Модена) и Парма. В 187 году усилиями Гая Фламиния открылась также Малая Фламиниева дорога, связавшая Бононию и Арретиум (Ареццо).
Город значительно расширился и в 88 году до н. э., по завершении Союзнической войны, по инициативе Луция Юлия Цезаря было принято гражданское законодательство (lex Iulia civitate), в соответствии с которым все римские колонии преобразованы в муниципии, а горожане обрели римское гражданство.
В ходе гражданских войн середины I в. до н. э. Юлий Цезарь использовал провинцию Цизальпина в качестве своей важной базы; военные действия затронули и Бононию. В 43 году до н. э. неподалёку от города родился Второй триумвират, сформированный Марком Антонием, Марком Эмилием Лепидом и Октавианом Августом. По свидетельству Светония, в период с 43 по 35 год до н. э. Бонония вновь стала центром колонизации — земли здесь предоставлялись ветеранам армии Марка Антония. В связи с начавшимся противоборством между Антонием и Октавианом, в 32 году до н. э. Бонония, наряду с другими городами, был вынуждена присягнуть Октавиану Августу. В эпоху Октавиана Августа в Бононии расширилась площадь городской застройки, уличная сеть была реорганизована и топографически привязана к древней Эмилиевой дороге, в районе которой сохранились несколько мильных столбов, установленных во 2 году до н. э. по приказу Октавиана Августа. Улицы в центре были вымощены наиболее дорогим материалом — трахитом, на окраинах использовались базоловые породы, а за городом — булыжник. В этот же период построена канализация для нескольких общественных зданий в центре с использованием свинцовых труб и сеть каналов для остального города (в частности, в кварталах, прилегающих к реке Апоза), а также акведук, в который была отведена часть стока реки Сетта. Акведук начинался у места впадения Сетты в Рено, длина его составляет около 20 км, он существует по сей день. Для завершения всех работ 6000 человек трудились в течение 12 лет. В этот же период обновлены общественные здания с применением мрамора, а при строительстве частных домов широкое распространение получила мозаика. Появились бани, театр, арена, возникли первые текстильные производства. При строительстве в Бононии использовался также кирпич, селенит и, прежде всего, дерево.
В 53 году город сильно пострадал во время пожара, но был быстро восстановлен, благодаря выступлениям в Сенате будущего императора Нерона, который добился выделения Бононии 10 млн сестерциев.
После смерти в 235 году Александра Севера начался упадок, вызванный экономическим и политическим кризисом, ознаменованный также началом преследований христиан при Диоклетиане в 304 году. Тем не менее, в 313 году, в момент издания императором Константином Великим Миланского эдикта о веротерпимости, был избран первый епископ, Святой Зама.

### Упадок Западной Римской империи

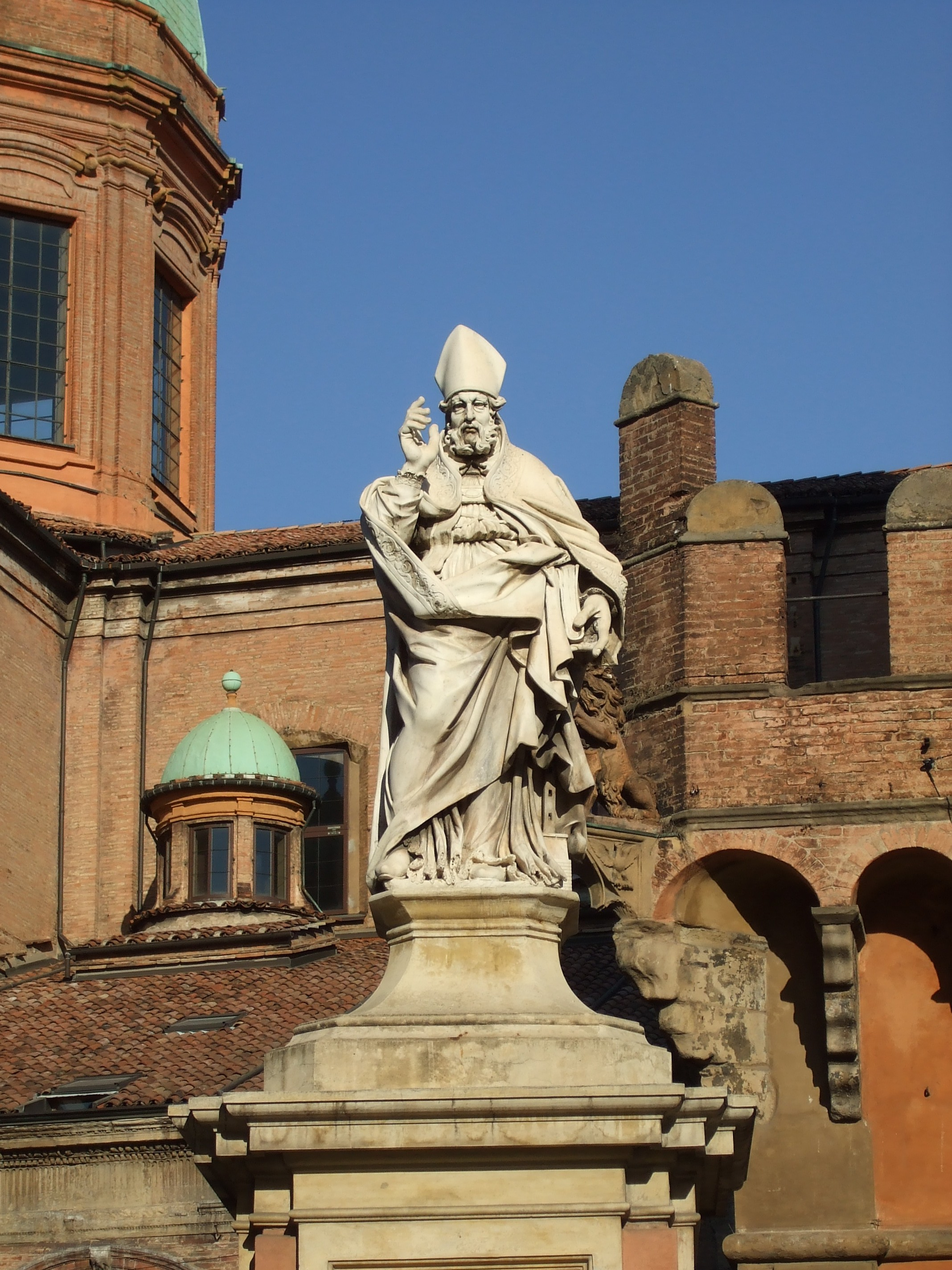
Статуя Святого Петрония в Болонье.

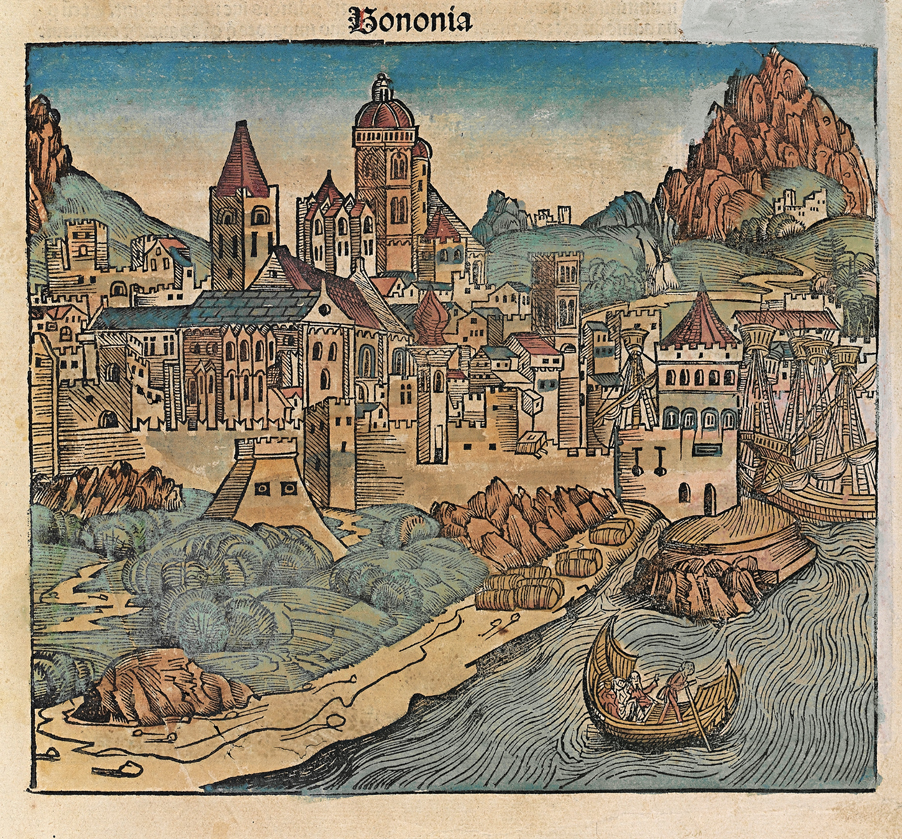
Бонония (иллюстрация из «Нюрнбергской хроники»).

К концу III века варвары расселились по всем городам вдоль Эмилиевой дороги, возросла военная опасность, и могло быть принято решение о строительстве городской стены из селенитовых блоков (её следы обнаружены лишь в 1920-х годах в ходе археологических изысканий). Однако, среди специалистов нет единого мнения относительно датировки этой первой городской стены Болоньи (даты варьируются в интервале IV-X веков), но многие согласны с мнением, что её строительство было возможно лишь в эпоху политической стабильности и экономического расцвета, то есть предположительно в эпоху Теодориха Великого или в более поздние времена византийского господства (VI-VII века). В этой стене имелись четверо ворот, позже получивших ныне известные названия. С восточной стороны находились Равеннские ворота (Porta Ravengana), на западе — ворота Св. Сотеро (Porta Stiera), на юге — ворота Св. Прокла Болонского (Porta Procola), на севере — Св. Кассиана (Porta S. Cassiano), позднее переименованные в ворота Св. Петра (Porta Piera).
До середины IV века Болонья относилась к юрисдикции епископа Рима, затем перешла в ведение Миланской кафедры. Наиболее известным Миланским епископом этого периода был Амвросий Медиоланский (примерно 373—393 годы). В 381 году некий Евсевий по приглашению Амвросия представлял Болонью на церковном соборе в Аквилее по делу Палладия и Секондиана, обвинённых в арианстве, в 393 году Амвросий приехал в Болонью на церемонию перезахоронения обретённых мощей святых Виталия и Агриколы.
Амвросий Медиоланский распорядился установить кресты на въездах в Болонью с четырёх сторон: крест Апостолов и Евангелистов находился в районе нынешних Равеннских ворот (Порта Равеньяна,
на востоке Болоньи), крест Всех Святых — на пересечении современных Виа Барбериа и Виа Валь д’Апоза (на юге), крест Святых Мучеников на современной Виа Монтеграппа (запад), крест Девственниц — в районе ворот Кастильоне (на севере). Позднее надо всеми крестами были построены часовни, в 1798 году часовни были снесены революционными властями, а кресты перенесены в базилику Сан-Петронио.
В этот период город переживал один из трудных этапов своей истории, обусловленный кризисом поздней Римской империи. Епископ Амвросий около 387 года оставил в своих письмах отзыв о Болонье как о полуразрушенном мёртвом городе (semirutarum urbium cadavera), хотя не все исследователи воспринимают это определение буквально. Это свидетельство подтверждается также археологическими данными. Как и другие прежде процветавшие муниципии — Флоренция, Милан и сам Рим — Болонья переживала демографический спад и постепенно разрушалась.
По свидетельству единственного источника — византийского историка V века Зосима, в 408 году в Болонье состоялись переговоры императора Гонория и magister militum варварского происхождения Стилихона, интриговавшего против императора. Видимо, после отъезда императора обман обнаружился, и 22 или 23 августа 408 года Стилихон был убит в Болонье, что спровоцировало вторжение вестготов во главе с Аларихом. Больше года, с конца 408 до зимы 410 года он держал в осаде Болонью, оказывая политическое давление на Гонория. По другим данным, имела место кратковременная (но всё же неудачная) осада в 410 году, поскольку Аларих не хотел терять время на пути к другим центрам Западной Римской империи.
Очевидно, в 431 году церковь Болоньи, прежде находившаяся в подчинении Миланского епископа, перешла в юрисдикцию Равенны. Около 432 года епископом Болоньи стал Петроний, который много позже был признан небесным покровителем города. Петроний происходил из знатной семьи, но обрёл широкую известность через шесть столетий после своей смерти в 451 году, когда некий монах написал его биографию. Имеющиеся сведения о деятельности Петрония в Болонье тесно переплетены с мифами, и судить о них сложно. Считается, что в 1141 году его мощи были обретены на территории церковного комплекса Санто-Стефано, строительство которого также принято связывать с его именем, хотя однозначных доказательств того и другого факта не существует.
В 452 году пришли гунны под водительством Аттилы, а в 476 году появились герульские наёмники во главе с magister militum Одоакром, который направился в тогдашнюю столицу империи Равенну и низложил последнего римского императора Ромула Августа, положив конец долгой агонии Западной Римской империи.

## Средние века

### От королевства Одоакра к Равеннскому экзархату (476—727 гг.)
После падения Западной Римской империи Болонья вошла в королевство Одоакра (476—493), затем в Королевство остготов (493—553), первым правителем которого стал Теодорих Великий. В 538—539 годах войска Византийской империи в ходе войны с остготами, готовясь к штурму Равенны, установили контроль над территорией провинции Эмилия, но Болонья, видимо, была занята ими без сопротивления. В 540 году Равенна пала, но в 542—543 годах остготы смогли вернуть большую часть потерянных ими территорий. В 545 году по приказу Велисария его оруженосец Торимут (Thorimuth) и magister militum Виталий вернули империи Болонью, но не позднее 546 года она вновь была потеряна. К 562 году сопротивление остготов было подавлено, но в 568—569 годах началось проникновение в северную Италию лангобардов. Папа римский Пелагий II в своём письме от 4 октября 584 года называет некого Смарагда «экзархом Равенны» — с этого момента принято отсчитывать существование византийской провинции, так называемого Равеннского экзархата, на территории которого находилась Болонья (экзархат существовал до 727 года).

### В Лангобардском королевстве (727—774 гг.)

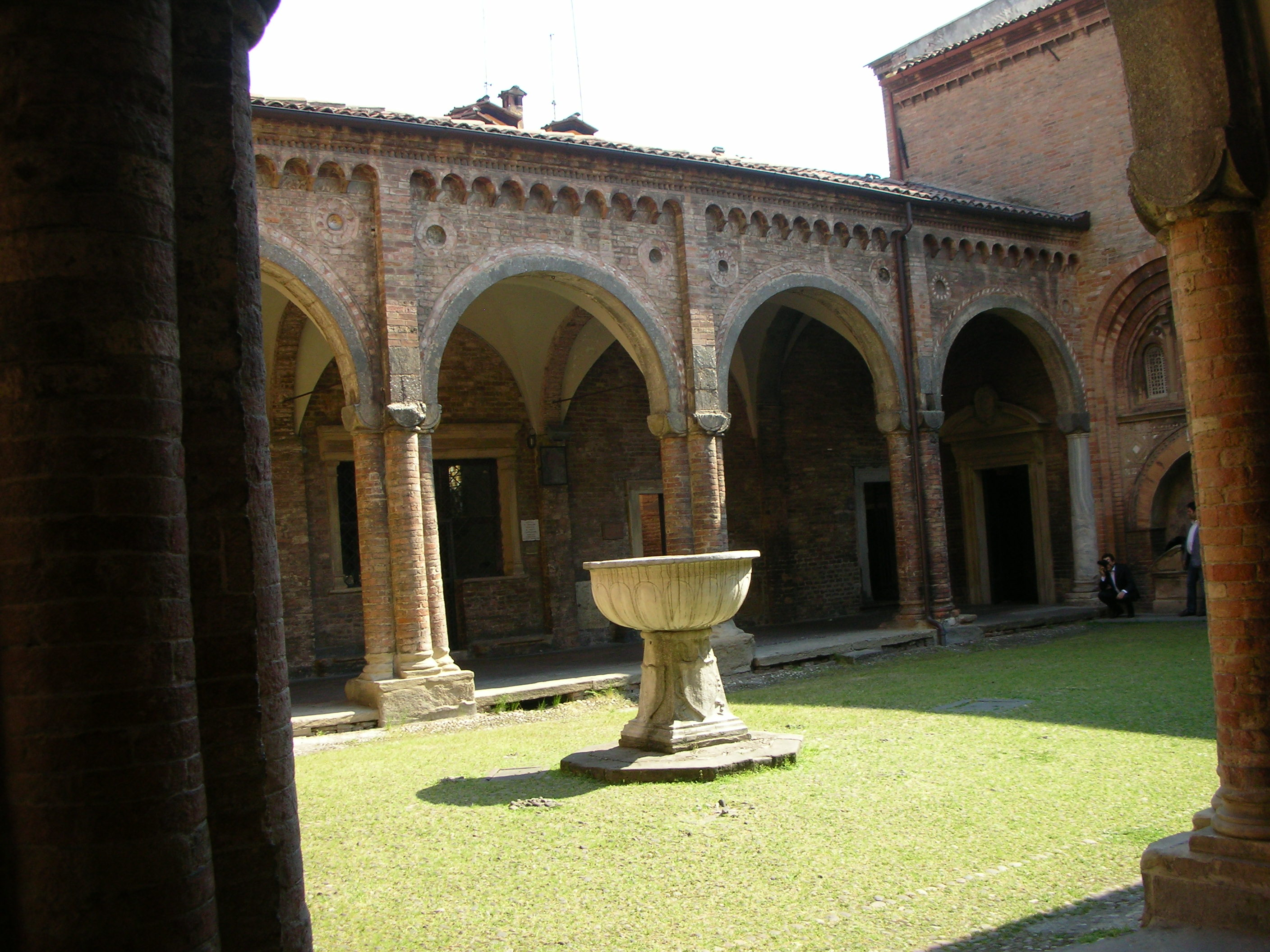
«Рукомойник Пилата» в дворике Пилата на территории комплекса Санто-Стефано.

В 726 году византийский император Лев III издал указ, запрещающий поклонение иконам. Папа Римский Григорий II осудил Льва III, после чего на всей территории Византийской Империи начались протесты против иконоборчества. В 727 или 732 году лангобардский король Лиутпранд, воспользовавшись этим конфликтом, вторгся на территорию Равеннского экзархата и захватил, в числе других городов, Болонью (запись об этом событии имеется даже на гробнице Лиутпранда). Долгое время считалось, что лангобарды селились исключительно вне селенитовой городской стены в районе Равеннских ворот (Porta Ravegnana) и что лангобардские кварталы были обнесены снаружи собственной стеной, которая известна как «лангобардская пристройка». Однако, современные исследования опровергают эту точку зрения — вероятно, упомянутая пристройка окружала лишь первоначальный военный лагерь завоевателей. Между 736 и 743 годами либо Лиутпранд, либо Гильдепранд и епископ Барбато подарили городу сохранившуюся поныне достопримечательность — так называемый «рукомойник Пилата» (Catino di Pilato), помещённый в раннюю церковь на территории существующего сейчас церковного комплекса Санто-Стефано.
К VIII веку обнесённый селенитовой стеной город по-прежнему занимал лишь часть территории древнеримской Бононии, но прилегающие районы старой застройки не являлись полностью безлюдными. Наиболее освоенными были кварталы на запад и на восток от средневекового города, но в качестве источника строительных материалов для новых сооружений там зачастую использовались руины старых зданий.
Болонья оставалась лангобардской до 774 года, когда Карл Великий подтвердил решение своего отца Пипина Короткого от 754—755 годов и окончательно уступил Папе Адриану I Равеннский экзархат вместе с Болоньей.

### Впервые в Папском государстве (774—898 гг.)
Упомянутое выше соглашение Карла Великого с Адрианом I стало одним из решений, приведших в итоге к образованию Папского государства, во владения которого вошла и Болонья. В дальнейшем этот документ служил юридическим обоснованием для притязаний Святого Престола на обладание городом.

### В Итальянском королевстве (898—961 гг.)
После падения династии Каролингов в конце IX века Беренгар I в 898 году официально присоединил Болонью к Итальянскому королевству.
В 905 году Беренгар I пожаловал Болонскому епископу Петру порт на реке Рено и налоги с близлежащего рынка Сельва Пескарола (в настоящее время существует только улица с таким же названием).
Однако, экономика Болоньи испытывала транспортные затруднения. Оживление произошло в начале IX века благодаря монашеству и религиозной жизни в целом. В этот период епископская кафедра была перенесена в собор Святого Петра и произошёл расцвет монастырей Эремо ди Ронцано, Сан Витторе и Святой Марии на Горе (ныне — вилла Альдини).
В 961 году король Германии Оттон I Великий, почти не встретив сопротивления со стороны короля Беренгара II, завоевал Итальянское королевство.

### В Священной Римской империи (962—1278 гг.)
В 962 году Оттон I провозгласил себя императором созданной им Священной Римской империи, на территории которой в составе Итальянского королевства, сохранившего некоторую самостоятельность во внутренних делах, оказалась Болонья.

#### Самоуправление и Университет

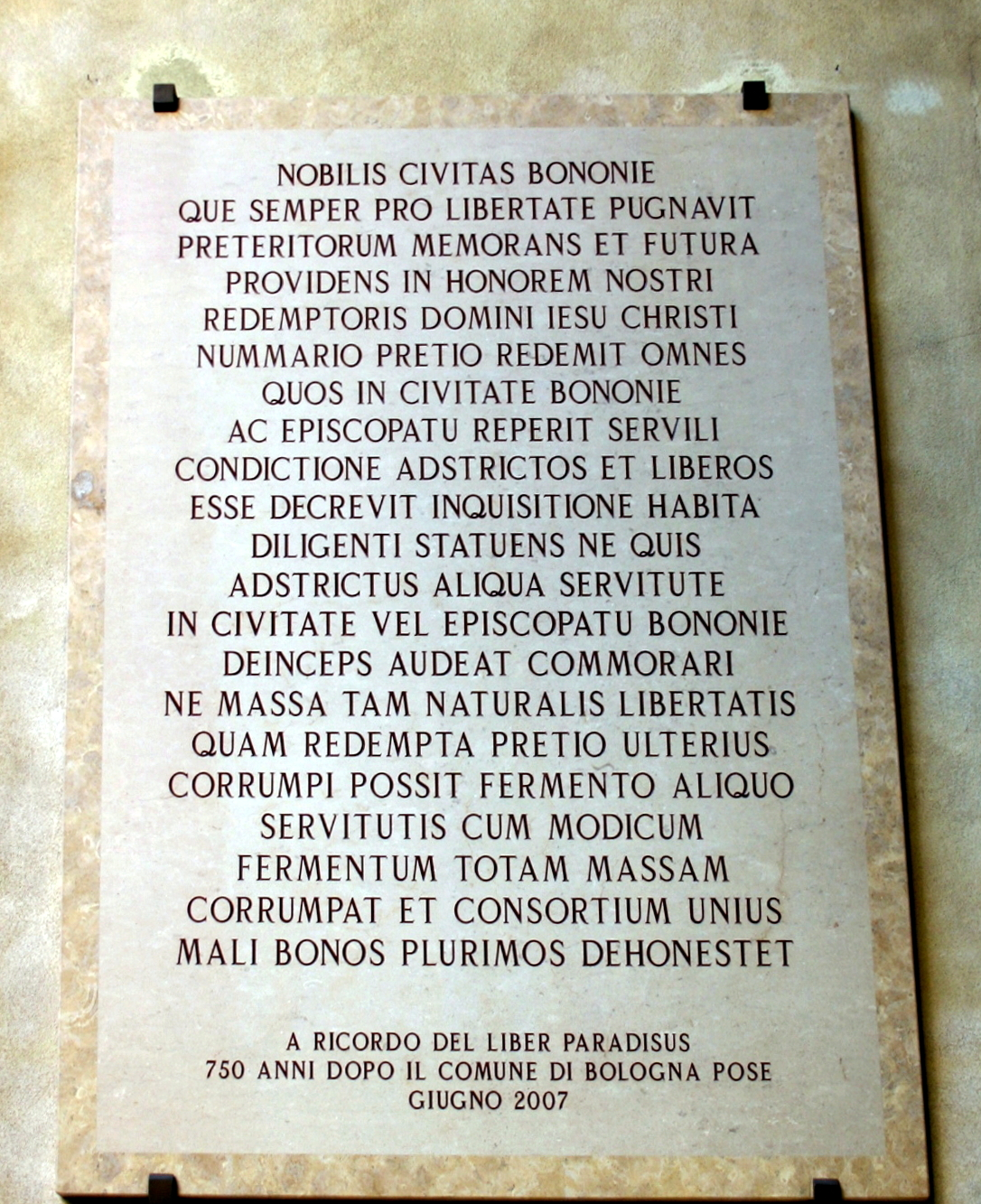
Мемориальная доска в здании муниципалитета Болоньи, посвящённая 750-летию «райской книги».

На рубеже X и XI века население Болоньи вновь выросло, как раз в это время Европа стояла на пороге периода бурных гражданских и политических событий, известных под названием «борьба за инвеституру». На Болонью претендовали одновременно и императорская власть (через влияние графов) и папская (права Святого Престола на город признал ещё император Карл Великий). В запутанной политической ситуации город оказался под контролем графини Матильды Тосканской, сумевшей выстроить отношения с Папой Римским. Этот период в истории Болоньи знаменателен оживлением строительства снаружи городских стен, где возникли новые кварталы.
Новое кольцо городских стен возникло в XII веке — так называемое «кольцо торресотти» (Cerchia dei Torresotti). В XIII веке появилось третье кольцо — «кольцо бульваров» (Cerchia dei Viali), которое иначе называют «Чиркла» (Circla).
Столкновение в городе папских и имперских интересов не только заложило основы демографического и экономического развития, но и дало импульс изучению права. К концу XI века преподаватели грамматики, риторики и логики начали изучать и перерабатывать юстининиановский кодекс римского права (Corpus iuris civilis), лежащий в основе имперской правовой системы, и преподавать его в частном порядке ученикам из богатых и знатных семей. Так появилась школа, или Studium, позднее названная Universitas Scholarium, то есть университетом (позднее комиссия под председательством Джозуэ Кардуччи датировала его основание 1088 годом). На протяжении веков университет принёс Болонье европейскую славу. Первыми известными его преподавателями стали Пепо и Ирнерий. Стечение итальянских и иностранных (прежде всего немецких) студентов сопровождало экономическое оживление, рост политических и культурных институций.
Борьба за инвеституру завершилась со смертью графини Матильды в 1115 году. Болонцы восстали, изгнали графа Убертино ди Альберто и разрушили императорскую цитадель, но были прощены императором Священной Римской империи Генрихом V, который годом позже предоставил городу привилегии в юридической и экономической области, подтвержденные 15 мая 1116 года императорским дипломом. К этому документу принято возводить происхождение городского самоуправления (хотя первые упоминания о подобных инстутициях относятся к 970 году), сначала состоявшего из представителей аристократии, в частности юристов.

#### Борьба против императорской власти

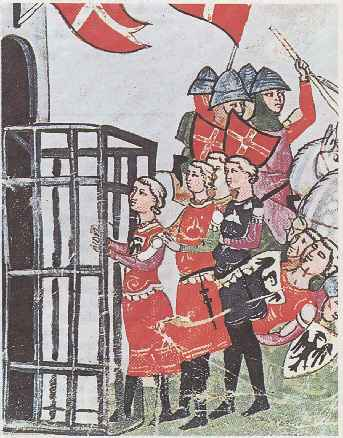
Болонское войско вводит пленённого короля Энцо в город.

Городское самоуправление Болоньи приняло участие в борьбе против императора Фридриха Барбароссы, который вторгся в Италию с целью восстановить права императорской власти. После периода относительно хороших отношений с императором, когда он предоставил привилегии студентам в решениях Ронкальского сейма 1158 года, последовала серия серьёзных беспорядков, в результате которых болонская коммуна была вынуждена признать поражение и во избежание более сурового наказания согласилась снести городские стены и засыпать рвы. Однако, в 1164 году болонцы восстали, убили имперского викария и в 1167 году примкнули к Ломбардской лиге, которая в 1176 году нанесла поражение империи в битве при Леньяно.
Впоследствии, по условиям Констанцского мира 1183 года, Болонья получила ряд привилегий, в том числе право чеканить монету.
Коммуна начала демократический процесс давления на феодальную аристократию, который усиливали новые сословия. Этот процесс привёл, например, к появлению в 1257 году одного из первых в истории документов об отмене крепостного права («Liber Paradisus», то есть «Райская книга», содержавшая текст соответствующего закона). На основании этого документа коммуна выкупила у проживавших на её территории земельных собственников около 6000 сервов, с которыми те затем установили отношения на основе так называемой медзадрии (род испольщины). Болонья более других выиграла от борьбы между коммунами и распространила свою территорию в направлении Модены, Романьи и Пистойи, следствием чего стало многовековое противостояние.
Новые сословия стали оказывать влияние на политику и добились решительного антиаристократического поворота. Усилившаяся коммуна возобновила борьбу с императором Фридрихом II, примкнула ко второй Ломбардской лиге и в 1249 году в битве при Фоссальте болонцы нанесли поражение королю Сардинии Энцо, сыну императора, который возглавлял войска Кремоны и Модены. Он был захвачен в плен и оставался в Болонье до своей смерти в 1272 году.

#### Башни и каналы

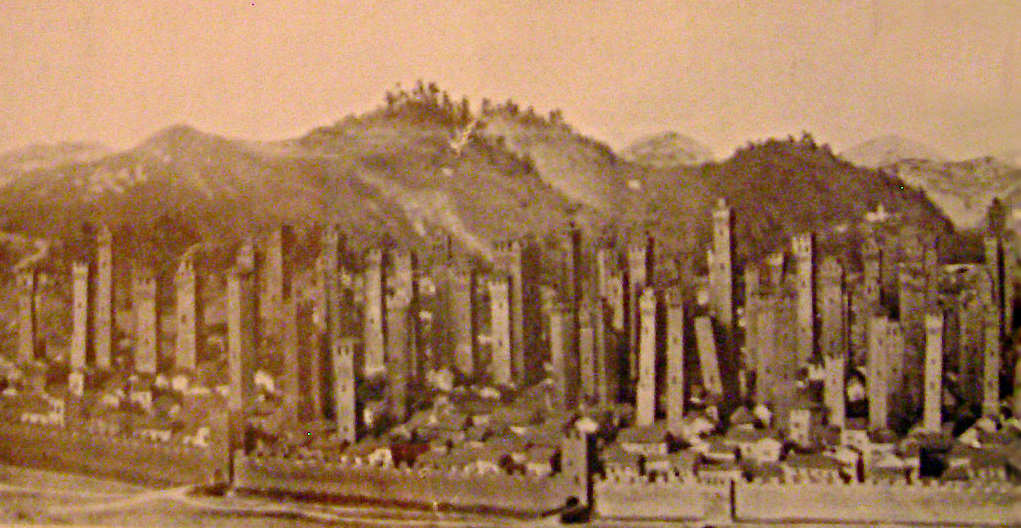
Реконструкция панорамы Болоньи XI века.

На рубеже XI и XII веков начался бум в строительстве и стремительное расширение города, или период болонских башен (строительство одной из нескольких сохранившихся башен — башни Азинелли — началось в 1109 году). Болонья превратилась в один из главных центров торгового обмена благодаря искусственным каналам, которые позволили осуществлять большой объём коммерческого транзита. Достаточно сказать, что в конце XIII века с населением 60000 человек Болонья была пятым европейским городом по этому показателю (после Кордовы, Парижа, Венеции, Флоренции), на одном уровне с Миланом, а также являлась центром текстильной промышленности Италии. В городе существовала значительная еврейская община, которая в конце XIII века вызвала из Форли, где он проживал, известного раввина Хиллеля бен Самуэля (Хиллеля из Вероны).
В Болонье была построена развитая сеть каналов, одна из наиболее совершенных в Европе, которая питалась стоками рек Савена, Апоза и Рено. На каналах стояли мельницы, использовавшиеся при производстве шёлка, по ним же осуществлялись коммерческие перевозки. Почти все каналы того периода ныне не существуют, но следы их прослеживаются в топонимике.

#### Гвельфы и гибеллины

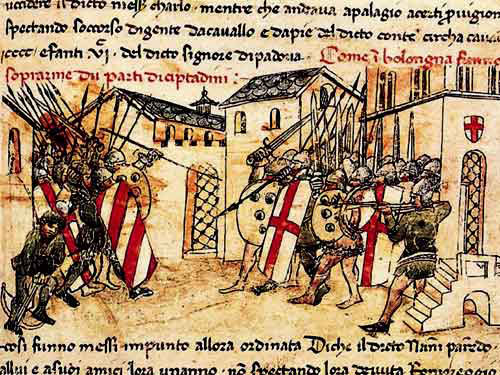
Бой между гвельфами и гибеллинами в Болонье (предположительно 1369 года). Иллюстрация из «Хроники» Серкамби, Джованни.

XIII век стал периодом интенсивного демографического роста, свидетельством которого является достройка городских стен, так называемого круга «торресоти», то есть башен со сквозными проходами в основании. Расширение города, связанное в первую очередь с ремесленными сословиями, потребовало строительства второй стены, прозванной «cresta», то есть «гребень». Оно было осуществлено в первые десятилетия XIII века, в наши дни на месте этой стены находится циркулярная система бульваров. Болонья превратилась в один из величайших городов того времени. В центре, в районе главной площади города (Piazza Maggiore), были построены административные здания, воздвигнута башня Аренго (первое строение резиденции подеста), звоном её колокола созывались народные собрания. Кроме того, появились базилики Святого Франциска и Святого Доминика.
Болонья установила прочные связи с Моденой и принудила ряд городов Романьи признать своё главенство.
Усиление её влияния, однако, быстро себя исчерпало, поскольку город оказался замешан в борьбу между гвельфами и гибеллинами, а в действительности — фракций семьи Ламберти, или Ламбертацци, (гибеллины) и Джеремия (гвельфы). Последние доминировали в городской администрации, но борьба развивалась с переменным успехом. 2 июня 1274 года 12 000 гибеллинов (почти четверть населения Болоньи) были изгнаны из города, а их имущество конфисковано. Позднее Болонья участвовала в гвельфской коалиции, которая при решающей поддержке французских войск с благословения Папы Мартина IV несколько месяцев держала в осаде оплот гибеллинов — Форли. В ночь на 1 мая 1282 года силы гибеллинов под предводительством Гвидо да Монтефельтро, Магинардо Пагани и Теодорико Орделаффи обратили гвельфов в бегство и преследовали до моста Сан-Проколо на реке Сенио. Разгром оказался настолько полным, что даже болонская карроччо была захвачена и с триумфом проведена по улицам Форли.

### Между Святым Престолом, синьорией и олигархией (1278—1506 гг.)

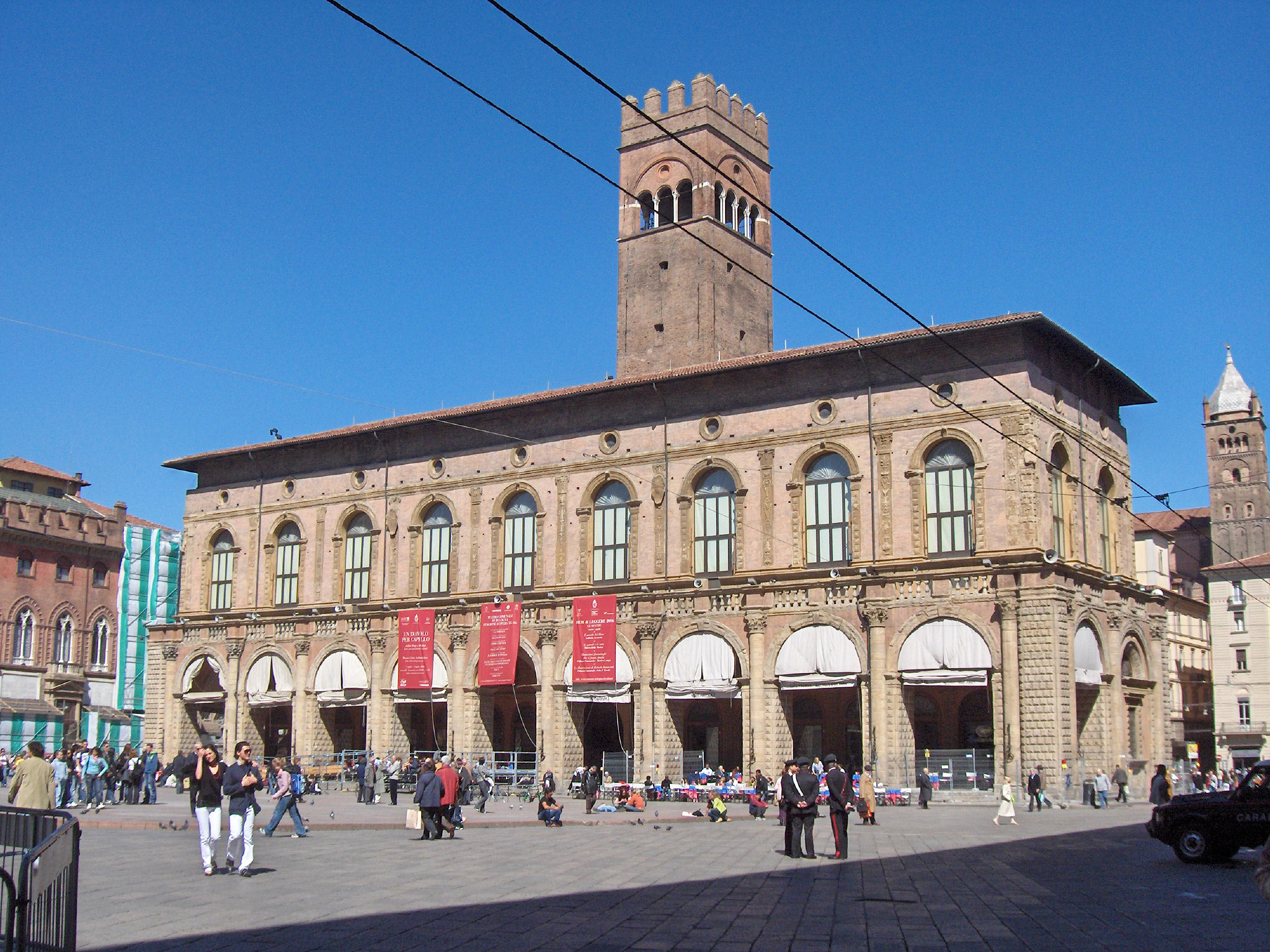
Дворец средневекового главы администрации Палаццо дель Подеста (Болонья) на Пьяцца Маджоре.

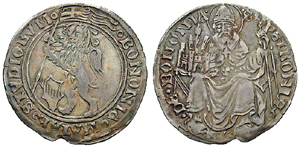
Болонская монета гроссоне, отчеканенная в период правления семьи Бентивольо.

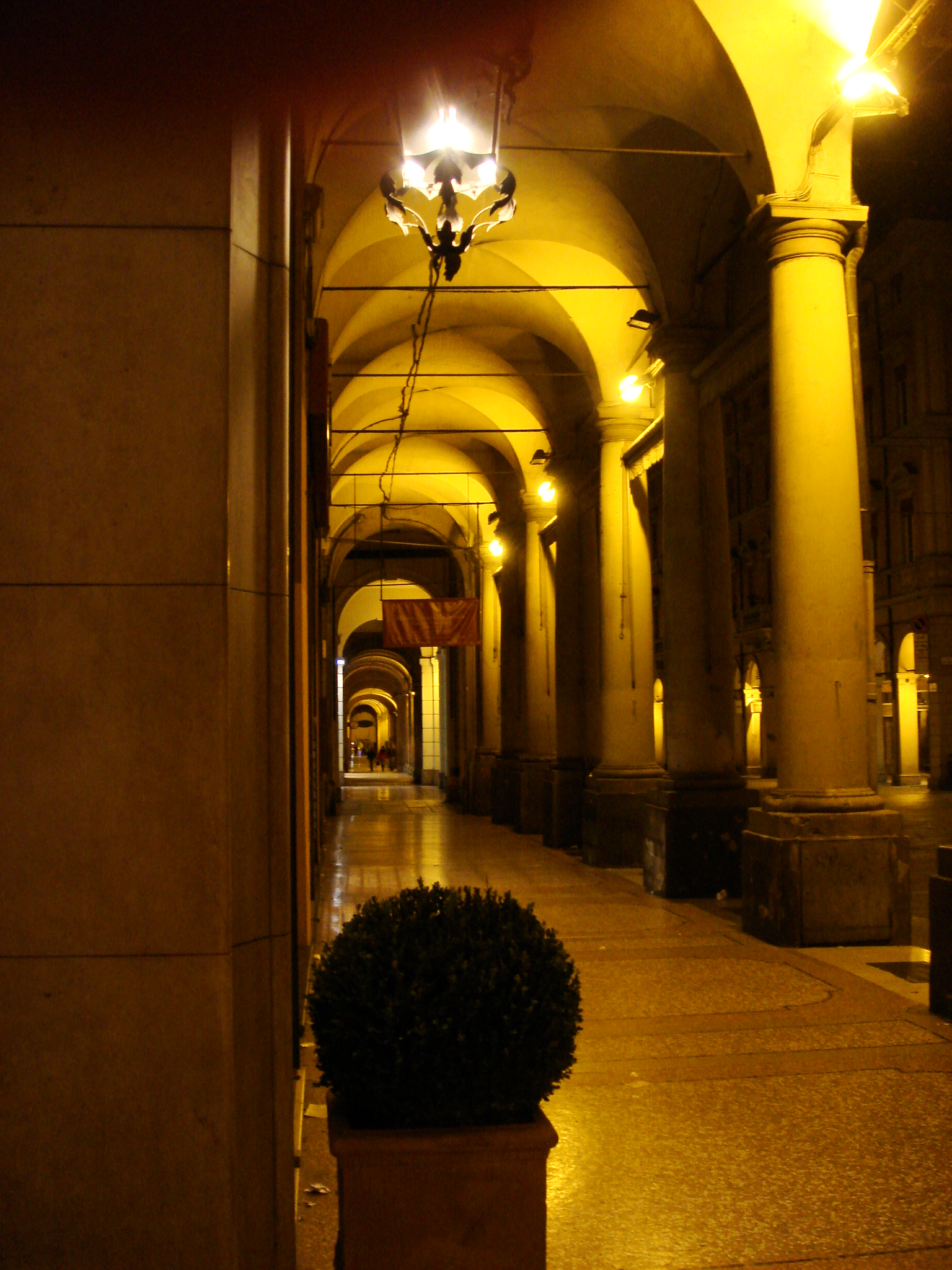
Типичный болонский портик ночью.

Во второй половине XIII века Болонья стала одним из признанных литературных центров, в одном ряду с Флоренцией. Болонский уроженец Гвидо Гвиницелли и учившийся здесь Чино да Пистойя вошли в число основоположников поэтической школы «нового сладостного стиля» (dolce stil nuovo). Население города в конце XIII века достигало численности 12 000 человек.
29 июля 1278 года Болонья заключила соглашение с Папой Николаем III о передаче города под покровительство понтификов и Церкви, и с этого момента Святой Престол стал сувереном города, но в XIV веке борьба между гвельфами и гибеллинами привела к сокращению населения и серии восстаний против Папского государства, которые во второй половине этого века привели к созданию условий для восстановления городского самоуправления.
В 1288 году был принят новый городской устав, который обязал жителей строить дома внутри третьего кольца городских стен и снабжать их портиками по фасадам, а также пристроить портики к тем домам, где их не было. Это решение привело к формированию облика Болоньи, где до настоящего времени насчитывается около 37 км этих характерных архитектурных деталей.
В 1337 году начался период синьории семьи Пеполи, политический режим которой некоторые исследователи определяют как «крипто-синьория» (то есть «почти синьория» или «около-синьория»), поскольку Пеполи стремились править скорее как первые среди равных, чем как полномочные властители. Окончанием этого периода принято считать 1347 год, за которым последовала череда разных режимов, в том числе власть переходила на время к Висконти и к Церкви.
С 1376 по 1401 год город находился под контролем пополанов и ремесленных цехов. Буржуазия сумела оттеснить от власти глав влиятельных аристократических семей и наделить Джованни да Леньяно полномочиями папского представителя в городе. Установление режима, именовавшегося «власть народа и цехов» оказало благотворное воздействие на Болонью и привело к появлению «Дворца торговли» и «Дворца нотариусов».

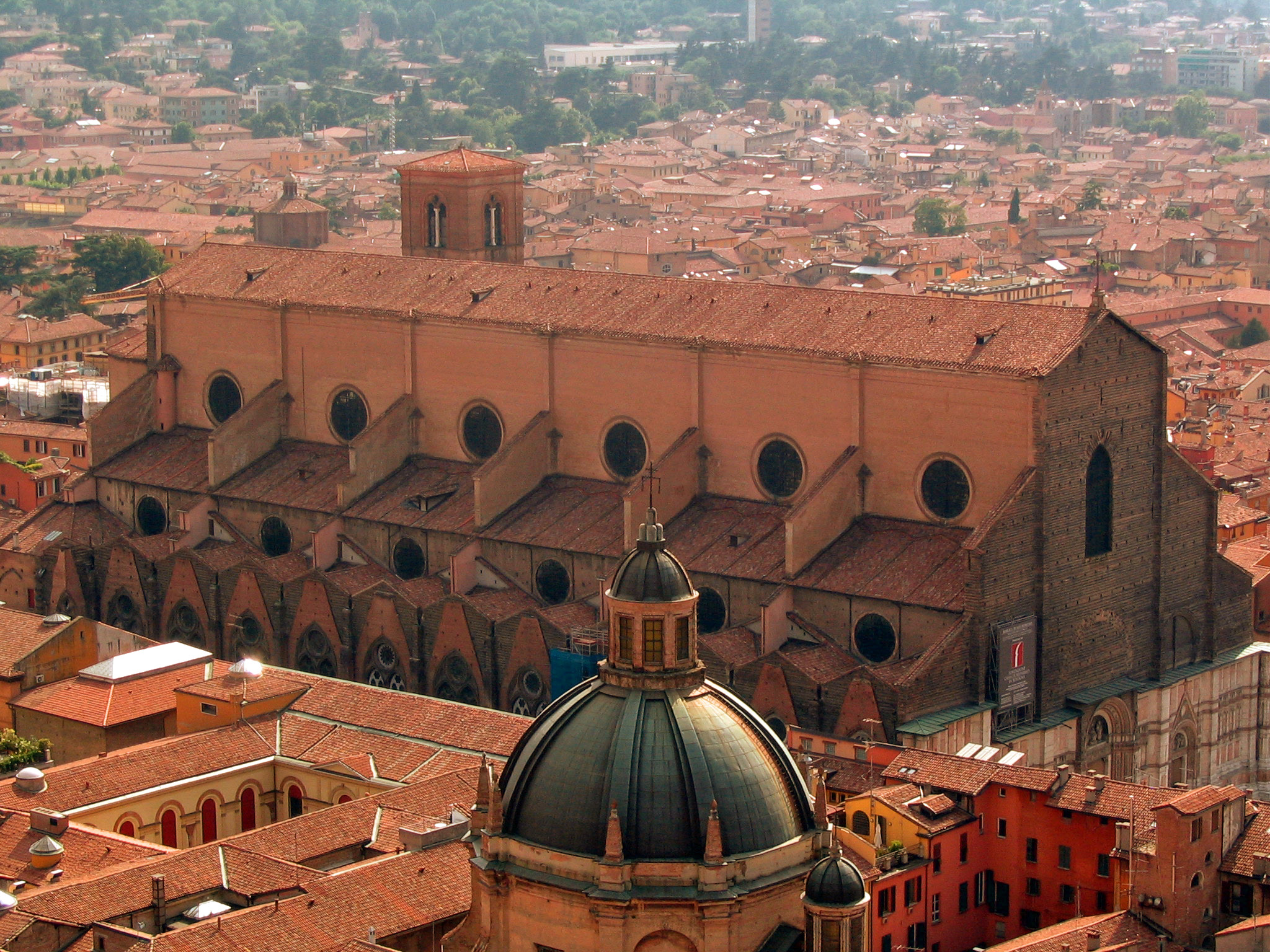
Вид на базилику Святого Петрония с башни Азинелли.

В 1390 году началось строительство базилики Святого Петрония на Пьяцца Маджоре.
В 1394 году Народный совет из 4000 членов избрал исполнительный орган под названием «Шестнадцать реформаторов государства свободы», наделённый властными полномочиями, правом заключать в тюрьму и освобождать горожан, назначать судей. Со временем этот орган, изначально предназначенный обеспечивать власть народа, стал играть главенствующую роль в сравнении с другими исполнительными структурами — старейшинами, гонфалоньерами и самим Народным советом, превратившись в олигархический институт.
В 1401 году появилась семья, которой было суждено доминировать в политической жизни Болоньи в течение всего XV века — Бентивольо. Болонья подчинялась Папской власти, но в то же время город являлся первостепенной целью для властных устремлений миланских Висконти. Когда установилось равновесие между разными итальянскими государствами, создались условия, благоприятные для установления прочной и длительной власти семьи Бентивольо.
В 1446 году к власти в Болонье пришёл Санте Бентивольо, который сумел консолидировать власть, сократив численность коллегии Шестнадцати реформаторов до шести членов (с участием представителей пяти знатных семей). В августе 1447 года Папа Николай V подписал с Болоньей договор о распределении властных полномочий в городе между самоуправлением и папским легатом, приведший к стабилизации политической ситуации в Болонье и ставший фундаментом отношений города со Святым Престолом на несколько веков. В 1454 году был подписан Лодийский мир между Флоренцией, Венецией, Миланом, Неаполем и Святым Престолом, обеспечивший на некоторое время политическую стабилизацию в регионе и безопасность малых государств. В 1461 году власть перешла к юному Джованни II Бентивольо, которому удалось установить де-факто синьорию, хотя юридически город оставался во власти Папы.
Правление Джованни II длилось 46 лет, которые стали годами общего равновесия между итальянскими государствами и прочных хороших связей с миланскими Сфорца, которые сменили Висконти. Город, ещё связанный с готической традицией, открылся Возрождению не только в искусстве, но также во всех культурных и общественных сферах. В этот период появились Пьяцца Кальдерини и галереи торговцев птицей (Volte dei Pollaioli) на пустырях возле церквей Сан-Сальваторе и Сан-Мартино. Кроме того, были восстановлены и орнаментированы Дворец подеста (Palazzo del Podestà), Общественный дворец (Palazzo Pubblico), в котором ныне находится библиотека Салаборса, и перекрёсток у Равеннских ворот. В 1460 году началось строительство Палаццо Бентивольо, резиденции Санте Бентивольо и Джованни II. В 1507 году он был разрушен, а его развалины в районе современной Виа Дзамбони были прозваны жителями «руины Бентивольо» («guasto dei Bentivoglio»). Ныне здесь, в окрестностях городского театра, находится сад Джардини дель Гуасто. Однако, до наших дней сохранились конюшни дворца на Пьяцца Верди.

## Новое время

### Восстановление полномочий Святого Престола (1506—1796 гг.)

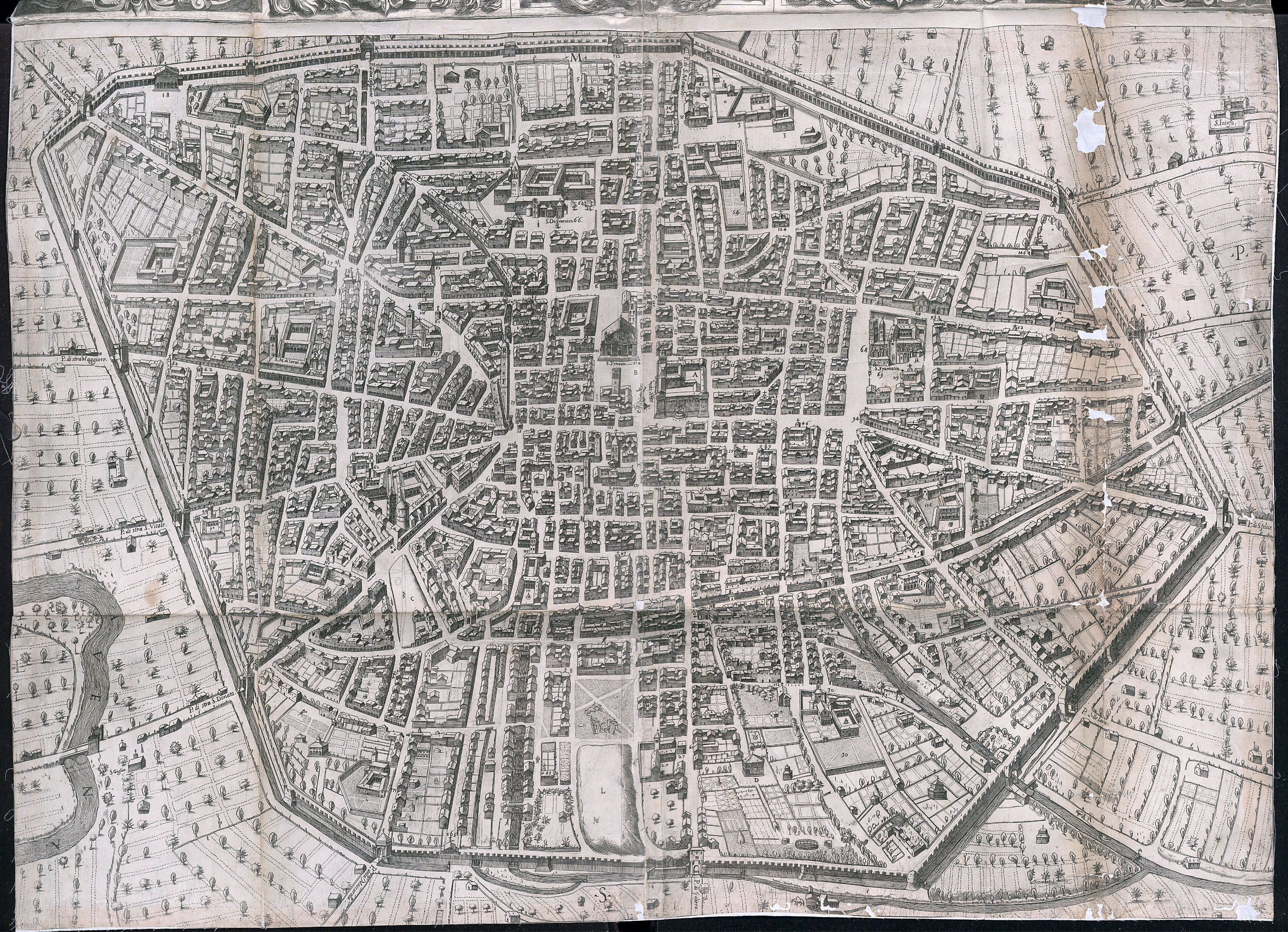
Карта Болоньи 1581 года.

В начале XVI века соглашение, заключенное Папой Юлием II и королём Франции Людовиком XII, повлекло за собой отказ последнего от защиты Болоньи. После высылки в 1506 году Джованни II Бентивольо с семьёй и кратковременного возвращения к власти в городе его сыновей, Аннибале II и Эрмеса в 1511—1512 годах, для Болоньи начался длительный исторический период (почти триста лет, до создания Циспаданской республики в ходе наполеоновских войн), в течение которого сохранялась власть Церкви над городом. В Болонье установилась своеобразная система правления, представлявшая собой смешение черт монархии и аристократической олигархии в лице сената из 40 членов.
В 1529 году в Болонье состоялся конгресс представителей многочисленных итальянских государств, в ходе которого при решающем участии императора Священной Римской империи Карла V была решена политическая судьба всего Апеннинского полуострова (в частности, Миланское герцогство передавалось Франческо II Сфорца, а Генуя сохраняла номинальную независимость в рамках синьории Андреа Дориа). 24 февраля 1530 года в базилике Святого Петрония император Карл V был коронован Папой Климентом VII. В 1547 году Тридентский собор перенёс в Болонью заседания своей восьмой сессии из опасения эпидемии чумы в Тренте. В то же время, продолжалось противостояние Сената Папской власти, и в 1585 году Папа Сикст V приказал казнить сенатора Джованни Пеполи, преподав урок мятежной болонской знати. Кроме того, он увеличил численность Сената до пятидесяти членов.
Болонский университет поддерживал свою славу в течение всего XVI века, что объясняется наличием известных профессоров права, медицины, философии, математики и естественных наук. В 1563 году построена Архигимназия как уникальный очаг университетского образования.
В 1564 году торжественно открыта площадь Нептуна, а между 1565 и 1568 годом Джакомо да Виньола завершил композицию Пьяцца Маджоре, построив на её восточной стороне Дворец банков. В 1666 году учреждена болонская Академия Филармоника.
Пятьдесят сенаторских фамилий, в свою очередь, строили свои дворцы, которые создавали видимый образ влиятельности знатных семей. Говоря о строительстве общественных сооружений, следует упомянуть о появлении Пьяцца Гальвани (1563), новом порте на канале Навиле (1581) и строительстве на Виа Урбана (1630).
В XVI-XVII веках очевидцы отмечали успехи болонского контадо, отличавшие его в лучшую сторону по сравнению с другими территориями Папской области. В частности, получила распространение культура возделывания конопли, а в 1644 году некий агроном отмечал, что там введены важные новшества и инструментарий земледелия.
Численность населения выросла с 50 000 до 72 000 всего за сто лет, свидетельствуя об удовлетворительных темпах развития традиционных болонских ремёсел. Но, к концу XVI века они вошли в период кризиса, вызванного иностранной конкуренцией, и в 1595 году население Болоньи сократилось менее, чем до 60 000 жителей. Возрождение экономики сменилось упадком вследствие природных бедствий и эпидемий, которые сократили население до 46 000 человек к 1630 году.
Город медленно изменялся, университет пришёл в упадок, что не коснулось сферы искусства. В области живописи Болонья особенно прославилась именами Карраччи, Гвидо Рени, Гверчино и их процветающей школой. Также родилась школа архитекторов и сценографов, которая обрела европейскую славу благодаря именам Фердинандо Бибьена и его сына Антонио.

#### Просвещение

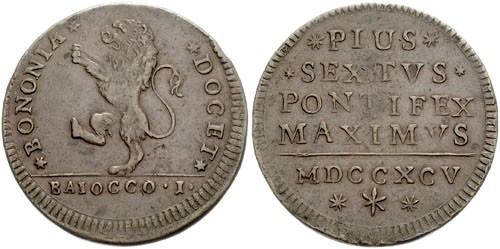
Болонский байокко 1795 года, времён Папы Пия VI.

Во второй половине XVII века возобновился интерес к физической науке, выросло влияние математического и философского мышления. Знаменитая «Studio» вновь заявила о себе наиболее современными научными достижениями, а к концу века граф Луиджи Марсильи, убеждённый, что университетскую инфраструктуру невозможно реформировать, учредил, вопреки воле Сената, но при поддержке кардинала Казони и Папы Климента XI, Болонский научный институт (Istituto delle Scienze).
В XVIII веке население Болоньи насчитывало 70 000 человек, помимо университета и мануфактур она также славилась в качестве «сухопутного порта», поскольку находилась на пересечении важных сухопутных и речных путей сообщения.
Человек большой культуры, болонец Ламбертини (впоследствии — Папа Бенедикт XIV) возобновил изучение истории и поддерживал чтение, обеспечивал Научный институт специальной литературой из собственной библиотеки, а также различными способами поощрял искусства и науки. Этот толчок привёл к появлению, помимо кафедры математики, также кафедр механики, физики, алгебры, оптики, химии и гидрометрии.
Идеи просвещения проникли также и в папский дворец. Действия Папы Пия VI сказались на Болонье, когда в период с 1777 по 1785 год новый папский легат, уроженец Болоньи кардинал Иньяцио Бонкомпаньи проводил ряд реформ, направленных на ликвидацию привилегий Болоньи в рамках Папского государства и увеличение налоговых платежей со стороны зажиточных владельцев недвижимости. В 1785 году, однако, Бонкомпаньи оставил свою миссию в Болонье и реформы забуксовали, а в 1796 году город был захвачен французами.

### Наполеоновская эпоха

#### Политические преобразования
19 июня 1796 года Наполеон (тогда ещё только генерал), прибыл в Болонью и провозгласил падение папского господства, взамен которого восстанавливалась древняя форма самоуправления. 4 декабря 1796 года на собрании в базилике Св. Петрония была провозглашена Конституция Республики Болонья. Властные полномочия перешли к Сенату, в котором получили своё представительство также делегаты от «третьего сословия». Этим шагом Наполеон обеспечил себе расположение болонской аристократии, и Болонья встала на путь социального и культурного обновления, присущий новой Европе — светской и буржуазной. Однако, спустя несколько месяцев была провозглашена Циспаданская республика со столицей в Реджо, Болонья вошла в конфедерацию с Реджо, Моденой и Феррарой. В 1797 году Циспаданская республика была объединена с Транспаданской, образовав Цизальпинскую республику со столицей в Милане. В 1799 году отряд австрийского генерала Отта из состава русско-австрийских войск под командованием А. В. Суворова вошёл в Болонью, где впоследствии австрийские власти установили жёсткий репрессивный режим. 28 июня 1800 года французский генерал Жан-Шарль Моньер отбил город у австрийцев. Тяготы военного времени вскоре привели к серии восстаний в сельской местности. В 1802 году Болонья стала административным центром департамента Рено вновь образованного Королевства Италия. 21 июня 1805 года Наполеон совершил триумфальный визит в Болонью, но продолжающиеся войны привели в последующие годы к дальнейшему отчуждению итальянцев от интересов империи. 28 января 1814 года неаполитанский король Иоахим Мюрат в союзе с австрийскими войсками захватил Болонью, которая в результате вновь оказалась под контролем Австрийской империи. 2 апреля 1815 года войска Гульельмо Пепе заняли город, когда Мюрат попытался в период Ста дней Наполеона объединить Италию под своей властью, но уже 16 апреля австрийцы их разгромили.

#### Духовное и научное обновление

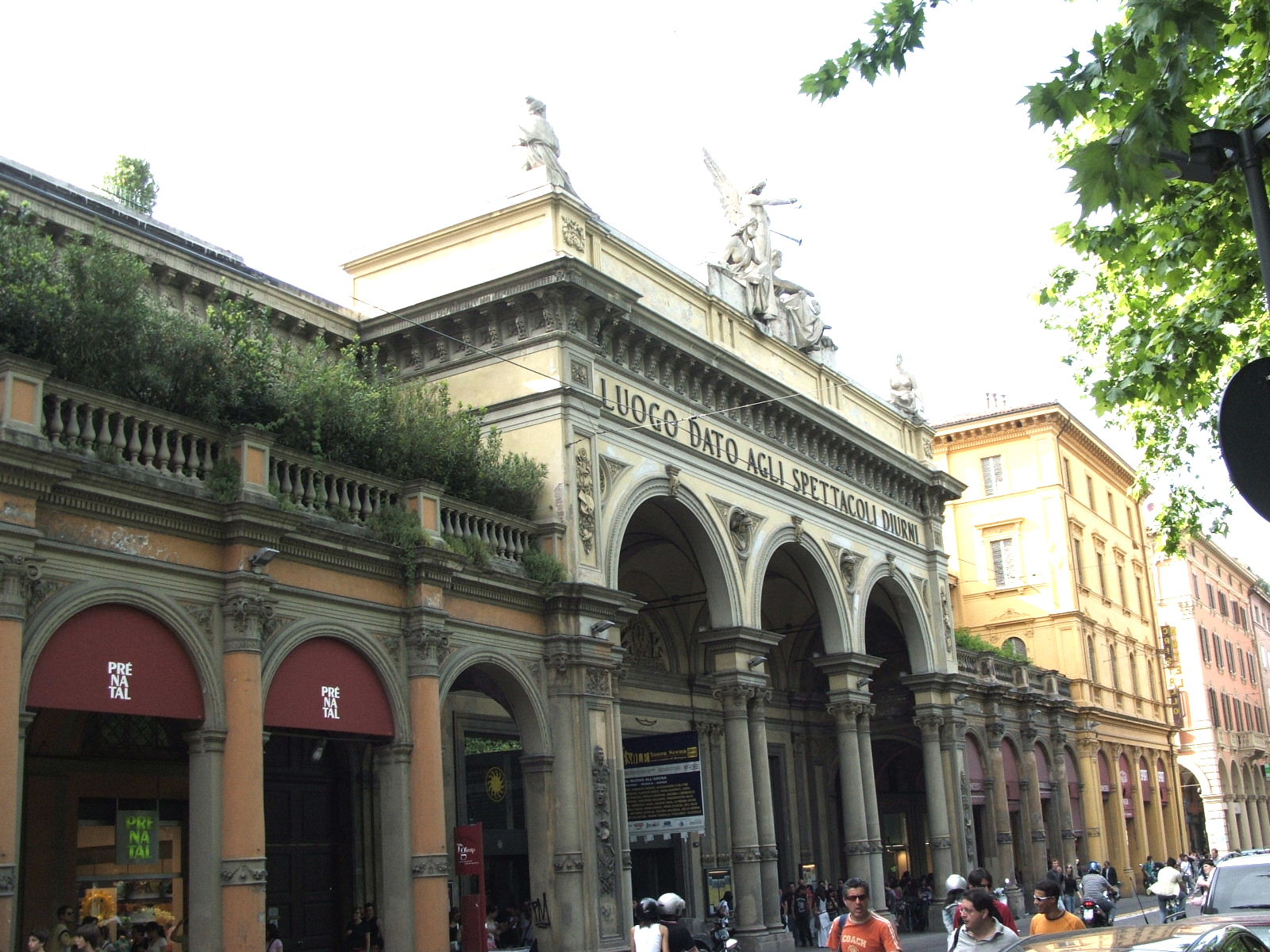
Арена дель Соле.

В последующие годы, вследствие мер, направленных на подавление могущества церкви и конфискацию её собственности, семьдесят монастырей были преобразованы в правительственные учреждения, школы и казармы, либо проданы частным лицам.
Среди важных преобразований такого рода были превращение картезианского монастыря в Болонское кладбище и приобретение Антонио Альдини францисканского монастыря обсервантов на одноимённом холме в Болонье. Альдини снёс почти весь комплекс, сохранив только Ротонду Мадонны на Горе, встроенную в обеденный зал возведённой на этом месте виллы Альдини. В тот же период проведены парковые работы в городском саду Джардино делла Монтаньола.
Были основаны музыкальный лицей, Академия изящных искусств, Театр дель Корсо и Театр Контавалли (оба не сохранились до наших дней — первый разрушен во время войны, второй — ввиду отсутствия надлежащего архитектурного надзора), Арена дель Соле, был завершён портик над входом Мадонна-ди-сан-Люка, проведены гидрографические работы в низовьях Рено. Маркиз Франческо Дзамбеккари осуществлял полёты на воздушном шаре.
Важную роль в пропаганде новых идей играла пресса. В частности, участник так называемого «Конституционного кружка» (Circolo Costituzinale) адвокат Джованни Баттиста Поцци Стоффи в 1798 году публиковал в печатном органе этого кружка «Giornale Democratico» статьи, в которых обосновывал критику монархического строя ссылками на текст Ветхого Завета.

### Последний период в Папском государстве (1815—1861 гг.)

#### Реставрация
В 1815 году решениями Венского конгресса Италия была разделена на десять государств, Болонья вновь стала одной из провинций Папского государства. Папа Пий VII в числе прочих мер усиления своей единоличной власти ограничивал самоуправление провинций, но для Болоньи было сделано послабление. Здесь Папский легат назначал 48 членов коммунального совета, 24 из которых прежде входили в древний Сенат. Эти последние избирали из своей среды председателя с титулом сенатора, который занимал в городской иерархии второе место после легата. Тем не менее, возможности этих структур защищать интересы города перед центральной властью были весьма ограничены. После голода 1816—1817 годов обострение общественного недовольства проявлялось в тайных собраниях карбонариев и требованиях конституционных преобразований со стороны умеренных либералов. В 1820—1821 годах возникли беспорядки, подавленные австрийскими войсками. В 1823 году Пий VII умер, а новый Папа Лев XII сместил сторонника реформ государственного секретаря Эрколе Консальви и прибегнул к реакционным мерам.

#### 1831 год: «революция юристов»
В 1830 году во Франции пал режим короля Карла X, положив начало волне революционных событий в разных странах Европы. Власти Папской области попытались принять меры против распространения радикальных идей — в частности, был запрещён приём в Болонский университет студентов некатолического вероисповедания (во избежание притока студентов из Греции, считавшихся особо нежелательными). 3 февраля 1831 года в Модене был раскрыт заговор под руководством Чиро Менотти, нити которого вели также в Болонью.
4 февраля 1831 года в Болонье состоялось восстание, 5 февраля 1831 года папский легат был вынужден передать свои полномочия Временной комиссии, а затем в городе обосновалось правительство Объединённых итальянских провинций. Декретом 5 марта 1831 года поэт и философ Паоло Коста получил новую кафедру идеологии и стал пропагандировать принципы конституционной монархии.
4 марта 1831 года правительство приняло Конституцию, но европейские державы признали законность внешнего вмешательства для подавления революционных выступлений, и 26 марта 1831 года австрийские войска взяли Болонью, восстановив статус-кво. Только в 1838 году иностранные войска ушли из города, однако в 1843 и 1844 годах произошли новые волнения, для подавления которых власти использовали аресты активных участников; некоторым из них были вынесены и приведены в исполнение смертные приговоры. Одновременно оформилось умеренно либеральное течение «неогвельфизма», одним из видных представителей которого являлся Марко Мингетти.

#### 1848 год и его последствия

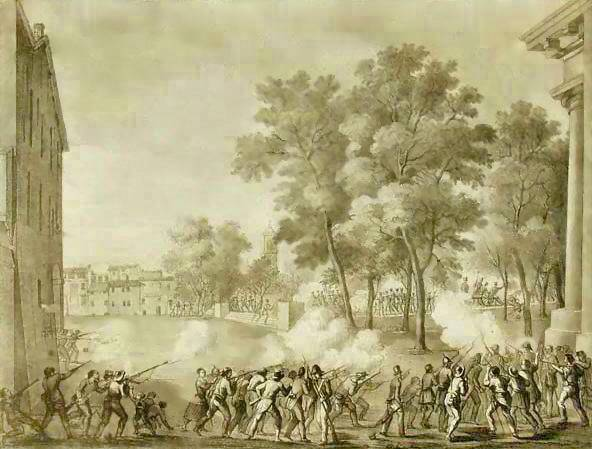
Бой при Монтаньоле (литография Акилле Фрулли).

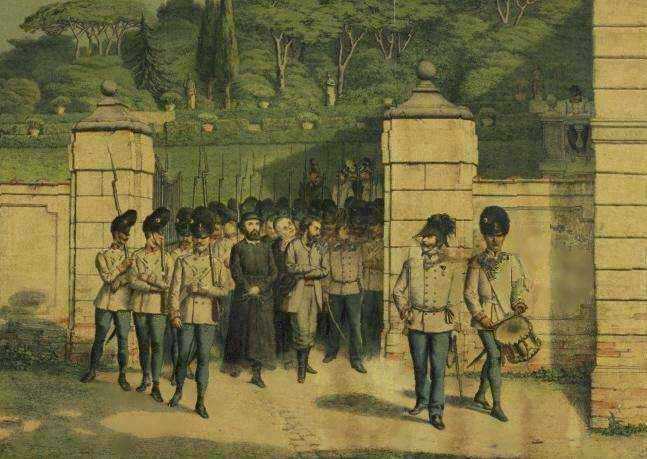
Конвой ведёт Уго Басси на эшафот. Литография 1860 года.

Новый Папа Римский Пий IX 16 июля 1846 года объявил амнистию политическим заключённым, и либеральная общественность стала возлагать на него надежды как на объединителя свободной независимой Италии под флагом «неогвельфизма». Эти надежды укрепились после назначения в начале 1847 года новым папским легатом в Болонье умеренного кардинала Амата, заменившего Луиджи Ванничелли. Позднее были учреждены Гражданская гвардия и Совет 24 представителей провинций Папского государства. Обеспокоенный либеральными нововведениями Папы Римского, Меттерних отдал приказ австрийским войскам оккупировать в качестве превентивной меры Феррару. В марте 1848 года Пий IX издал Папский конституционный статут, в этот же период с восстания в Милане началась первая итальянская война за объединение во главе с королём Пьемонта и Сардинии Карлом Альбертом, однако Пий IX объявил о нейтралитете. Нанеся поражение Пьемонту, 7 августа 1848 года австрийские войска вошли в Болонью.
Боевые действия, видимо, начались вследствие частного конфликта (в одном из трактиров австрийские офицеры подверглись нападению, и командир 2-го корпуса Франц Людвиг Вельден отдал войскам приказ перейти к активным действиям). 8 августа 1848 года в центре столкновения плохо вооружённых горожан и австрийских войск оказался сад Джардино делла Монтаньола и прилегающие к нему территории. В результате четырёхчасового боя потери болонцев составили около пятидесяти человек, но австрийские войска оставили город. Это принесло Болонье медаль «За заслуги города в национальном воссоединении» (Medaglia alle Città Benemerite del Risorgimento Nazionale).
В политической жизни, однако, возобладали умеренные течения, и когда в 1849 году была провозглашена Римская республика, болонцы отреагировали вяло, продемонстрировав нежелание открыто восставать против власти Церкви. 16 мая 1849 года, после восьми дней боёв, австрийские войска восстановили контроль над городом.
Болонья вернулась под власть Святого Престола летом 1849 года, и первым папским легатом в городе стал кардинал Гаэтано Бедини. В этот период имел место трагический эпизод со сподвижником Гарибальди священником-варнавитом Уго Басси, который бежал из Рима после разгрома революции. Австрийцы схватили его в Комаккьо вместе с его другом Джованни Ливраги, привезли в Болонью вечером 7 августа и в спешке расстреляли 8 августа 1849 года по ложному обвинению (священник якобы был захвачен с оружием в руках).

### Объединение Италии и развитие города

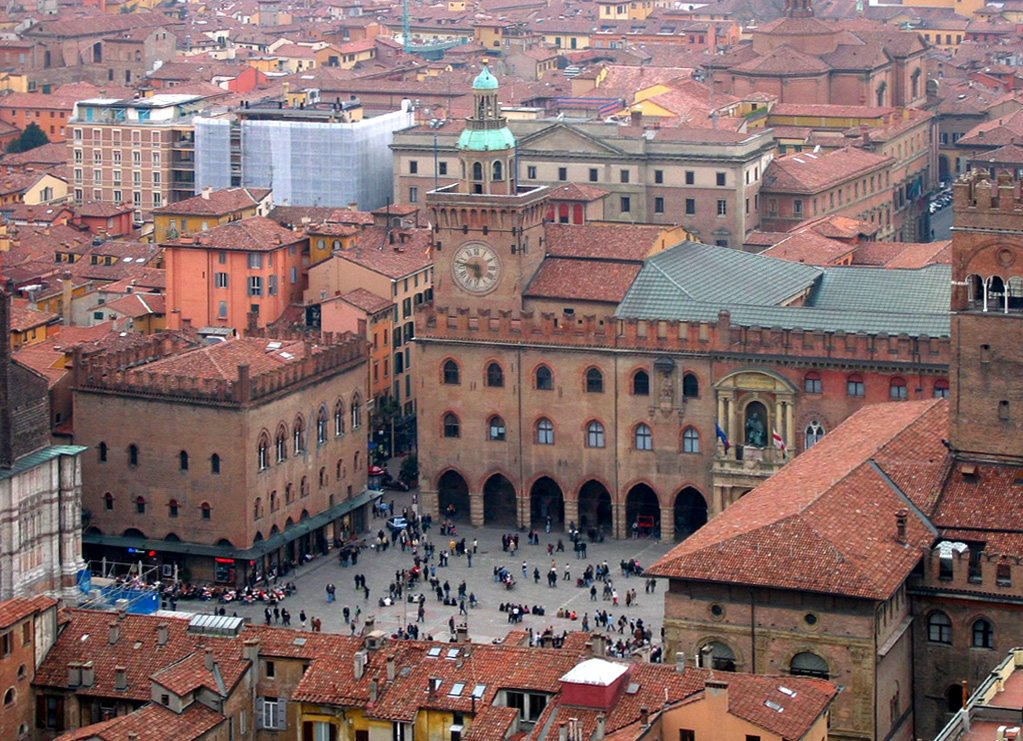
Палаццо деи Нотаи.

Воссоединение Италии вследствие революционных событий 1859 года, в котором в конце концов возобладали умеренные настроения, привели Болонью в конституционную монархию Сардинского королевства, а референдум 1860 года положил начало новым политическим и экономическим процессам. В 1861 году Болонья вошла в состав Итальянского королевства, тогда же закончено строительство железной дороги Болонья-Анкона, а в 1864 году — линия до Пистойи. Город стал важнейшим железнодорожным узлом Италии и центром внешней торговли.
К 1890 году завершено строительство Виа Индипенденца, начались работы на современных Виа Фарини и Виа Гарибальди, разбиты Сады Маргариты, заложены здания театра Дузе и Банка Италии, завершено строительство сберегательного банка (Cassa di Risparmio).
В 1881 году принят план развития города, который долгое время определял градостроительную политику Болоньи (вплоть до периода после Второй мировой войны). Расширение строительства значительно изменило облик города, а распространение его за пределы городской стены требовало сноса её самой. Только продление работ до 1920 года позволило спасти почти все ворота, за исключением ворот Святого Исайи и Святого Мамоло. Альфонсо Руббиани и Джозуэ Кардуччи сделали многое для спасения исторического центра и древних городских ворот.
В дальнейшем были отреставрированы Палаццо д’Аккурсио, Палаццо Ре Энцо, Палаццо деи Нотаи, Палаццо дель Подеста, а также базилика Санта-Мария-деи-Серви и базилика Сан-Франческо. Меры, принятые Альфонсо Руббиани и другими в стремлении восстановить подлинные средневековые характеристики построек, в большинстве случаев позволили произвести работы на основе документации или художественного вымысла.

### Волнения 1870-х годов
С первых лет после объединения Италии правящий класс столкнулся с проблемой освобождения низших социальных слоёв населения и недовольных своим положением рабочих, которые находились под влиянием сторонников Джузеппе Мадзини и до тех пор были исключены из системы политического представительства. Весной 1870 года рост цен вызвал волну забастовок и беспорядков, эпицентром которых стала Романья, и в создавшихся условиях группами анархистов был выработан план переворота. Он предусматривал захват Болоньи отрядом из трёх тысяч крестьян и рабочих, которые должны были сосредоточиться в двух точках за пределами города.
Полиция, предупреждённая доносчиком, 2 августа 1874 года арестовала организатора заговора, Андреа Коста. Тем не менее, в ночь на 8 августа анархисты во главе с М. А. Бакуниным ожидали подхода крестьянских отрядов общей численностью около 150 человек, но тщетно — последние были захвачены врасплох полицией на дороге из Имолы в Болонью и рассеяны.
Анархисты были преданы суду в 1876 году, но процесс завершился оправданием или мягкими приговорами всем подсудимым вследствие заступничества Этторе Феррари, Джозуэ Кардуччи и Аурелио Саффи.

## XX век

### Эпоха Джолитти и период фашизма

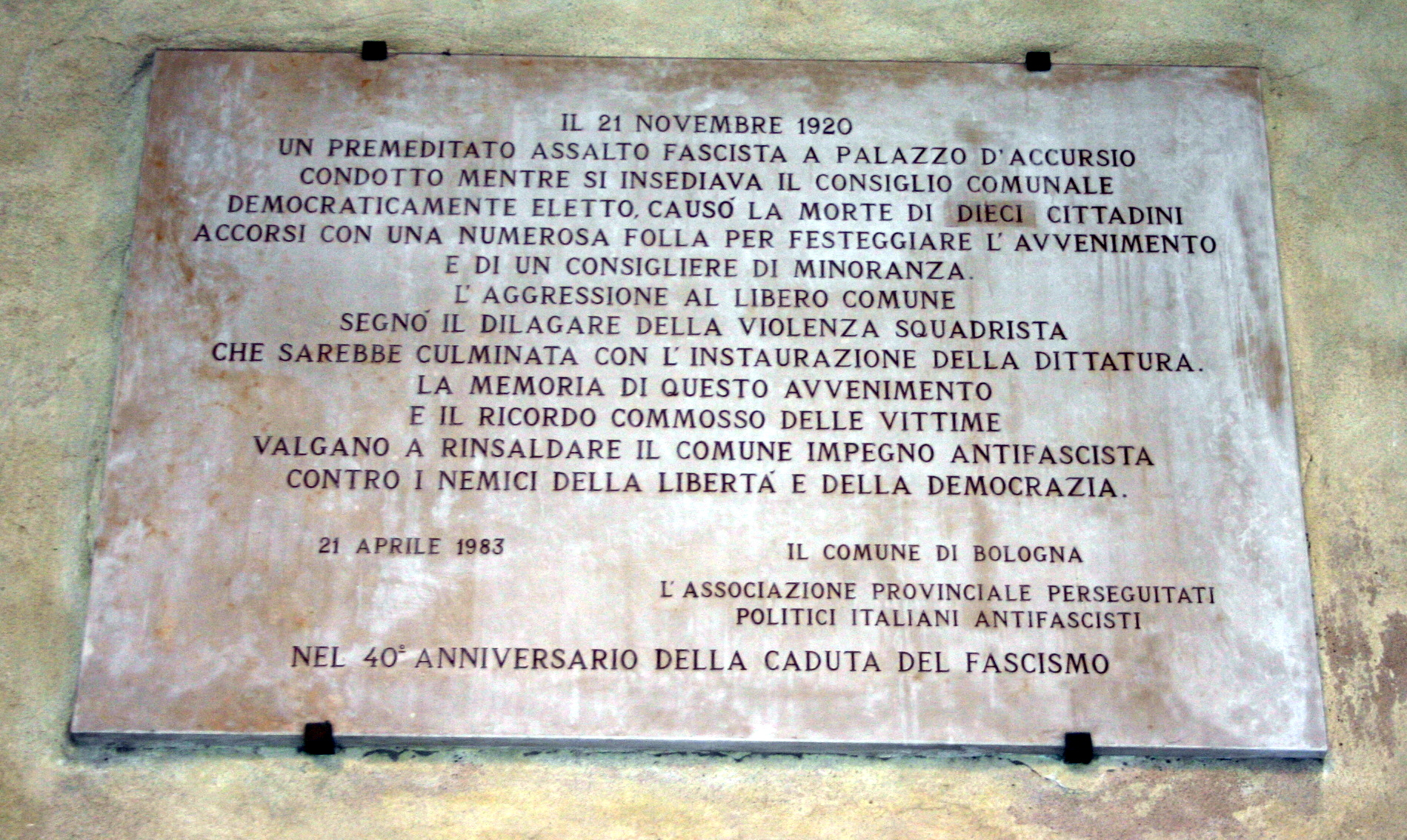
Мемориальная доска в память жертв нападения Сквадризм 21 ноября 1920 года на резиденцию избранной социалистической администрации Болоньи.

Большую часть периода между объединением Италии и Первой мировой войной Болоньей управляли умеренные или консервативные политические альянсы, и эта политика продолжалась всю эпоху Джованни Джолитти. В 1914 году власть впервые перешла к социалистической администрации мэра Франческо Дзанарди.
Администрация Дзанарди выделялась усилиями в области защиты неимущих слоёв населения в годы перед Первой мировой войной. Она стремилась контролировать цены на продукты питания, прежде всего на хлеб, благодаря чему Дзанарди получил прозвище «хлебный мэр» («sindaco del pane»).
В 1919 году в Болонье насчитывалось 40000 безработных, что создавало потенциально конфликтную ситуацию. Осенью 1920 года лидер местной фашистской организации, бывший рабочий и анархист Леандро Арпинати добился её переформирования в ячейку Итальянского союза борьбы (it:Fasci italiani di combattimento) для активного силового противодействия забастовкам и другим формам рабочего движения. Напряжение резко возросло, его кульминацией стала так называемая «бойня в Палаццо д’Аккурсио» 21 ноября 1920 года. Социалист Энио Ньюди получил на выборах мэра 58 % голосов, и во время празднования его победы на площади появились фашисты. Началась перестрелка между чернорубашечниками и оборонявшими Палаццо д’Аккурсио красногвардейцами. На стороне фашистов появились карабинеры, одна бомба взорвалась во дворе, одиннадцать человек (из них десять социалистов) погибли. Трагические события получили общенациональный резонанс. 3 апреля 1923 года несколько активных коммунистов были осуждены, но смогли бежать в Советский Союз.
Репрессии режима усилились после официального визита Бенито Муссолини в Болонью, во время которого состоялось покушение на его жизнь. 31 октября 1926 года дуче произнёс речь в Болонской архигимназии на церемонии открытия Пятнадцатого съезда Итальянского общества научного прогресса, и, когда он уезжал с места выступления в открытом автомобиле, раздались два револьверных выстрела. Пули задели обмундирование Муссолини, не причинив ему вреда. Группа фашистов набросилась на четырнадцатилетнего Антео Дзамбони и забила его насмерть, хотя очевидных свидетельств причастности подростка к покушению не существует. Под предлогом этого покушения в Италии был положен конец свободе прессы, а антифашистские партии распущены.
К двадцатилетию фашизма произошли изменения в облике города: был построен стадион Литториале (ныне — Ренато Далл’Ара), расширена поликлиника Сант-Орсола, университетские здания на Виа Бельмелоро и Ирнерио, Инженерный факультет, Научный лицей А. Риги, реконструирована современная Виа Маркони, квартал Фашистской революции (ныне — Виа Бандьера). Новые улицы связали районы города с населением 300 000 человек.

### Вторая мировая война и послевоенный период

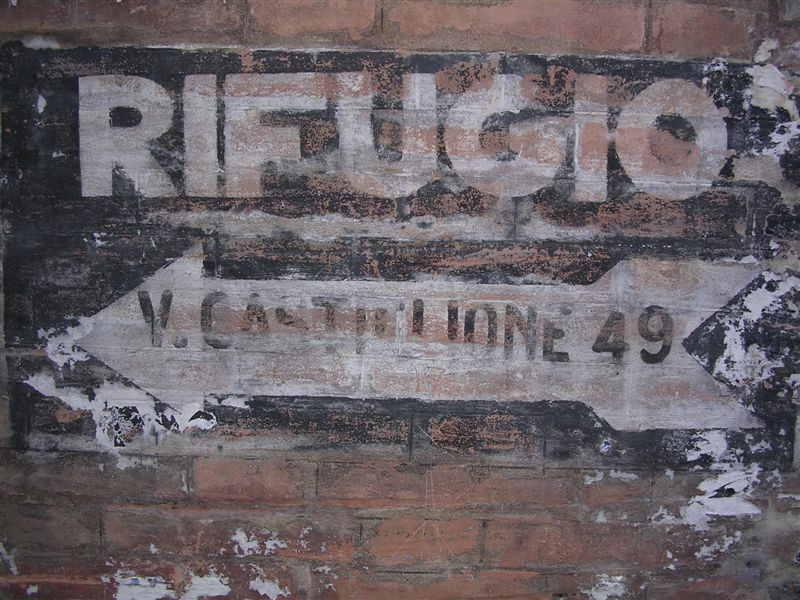
Один из сохранившихся до наших дней указателей бомбоубежища.

3 бригада карпатских стрелков Польской армии входит в Болонью.

Вторая мировая война принесла Болонье новые испытания: 16 июля 1943 года начались налёты англо-американской авиации, к которым осенью 1944 года добавились артиллерийские обстрелы. К весне 1945 года городу были причинены разрушения, и более 3000 жителей погибли, несмотря на наличие бомбоубежищ.
Болонцы не оказали поддержки так называемой Итальянской социальной республике, созданной немецкими оккупационными войсками, с которыми сражались партизаны. Наиболее кровопролитным эпизодом этих боевых действий стал бой у ворот Ламе 7 ноября 1944 года.
На рассвете 21 апреля 1945 года, после того, как отряды партизан заняли основные административные здания Болоньи, в город вошли союзные войска. Первыми появились солдаты 2-го Польского корпуса британской VIII-й армии и части итальянской «бригады Маелла», укомплектованной партизанами Абруццо. 21 апреля, в 6:05, 9 батальон карпатских стрелков первым вошёл в Болонью и поднял над городом польский флаг. Позднее подошли передовые подразделения 91-й и 34-й дивизии США, а также итальянские отряды из Леньяно и Фриули.
Горожане радостно встречали освободителей на центральных улицах Болоньи. В тот же день Комитет национального освобождения назначил мэром коммуниста Джузеппе Доцца, которого следующие два десятилетия горожане несколько раз переизбирали на эту должность.
На основе приказа командующего 8-й армии, польские части остались в этом районе, не принимая участие в дальнейших боевых действиях. 9-й батальон карпатских стрелков получил почётное наименование «Болонский». 17 командиров польских частей получили почётное гражданство Болоньи. Сенат города вручил польским солдатам 215 специальных медалей с надписью «Ai liberatori che primi entrarono in Bologna 21 Aprile 1945 — per benemerenza» (Освободителям, которые первыми вошли в Болонью 21 апреля 1945 года — в подтверждение заслуг). Польские потери, понесённые в битве за Болонью составили 234 погибших, 1228 раненых. Бои за Болонью внесены на скрижали Могилы неизвестного солдата в Варшаве, с надписью «Болонья 9-21.IV.1945».
К концу войны пострадала значительная часть городской инфраструктуры — железнодорожная сеть, автомобильные дороги, водопровод, системы электроснабжения, канализации и газовое хозяйство. Многие из наиболее известных зданий (44 процента исторического архитектурного наследия) были разрушены или повреждены: базилика Святого Франциска, Архигимназия, Дворец торговли, надгробный памятник Роландино де’Пассаджери, Театро Корсо и дом Гульельмо Маркони.
Новая администрация приняла обширные планы реконструкции многочисленных повреждённых монументальных зданий, а также нового городского строительства. В 1955 году был утверждён новый план развития, совпавший с началом экономического бума. В июле 1967 года открыта первая в Италии кольцевая автодорога, построенная по проекту Кэндзо Тангэ. Возник футуристический деловой квартал с новыми башнями поблизости от ворот Порта Маскарелла. Был расширен аэропорт, который в 2004 году получил возможность принимать межконтинентальные авиарейсы.

### «Свинцовые годы» и теракт на городском вокзале

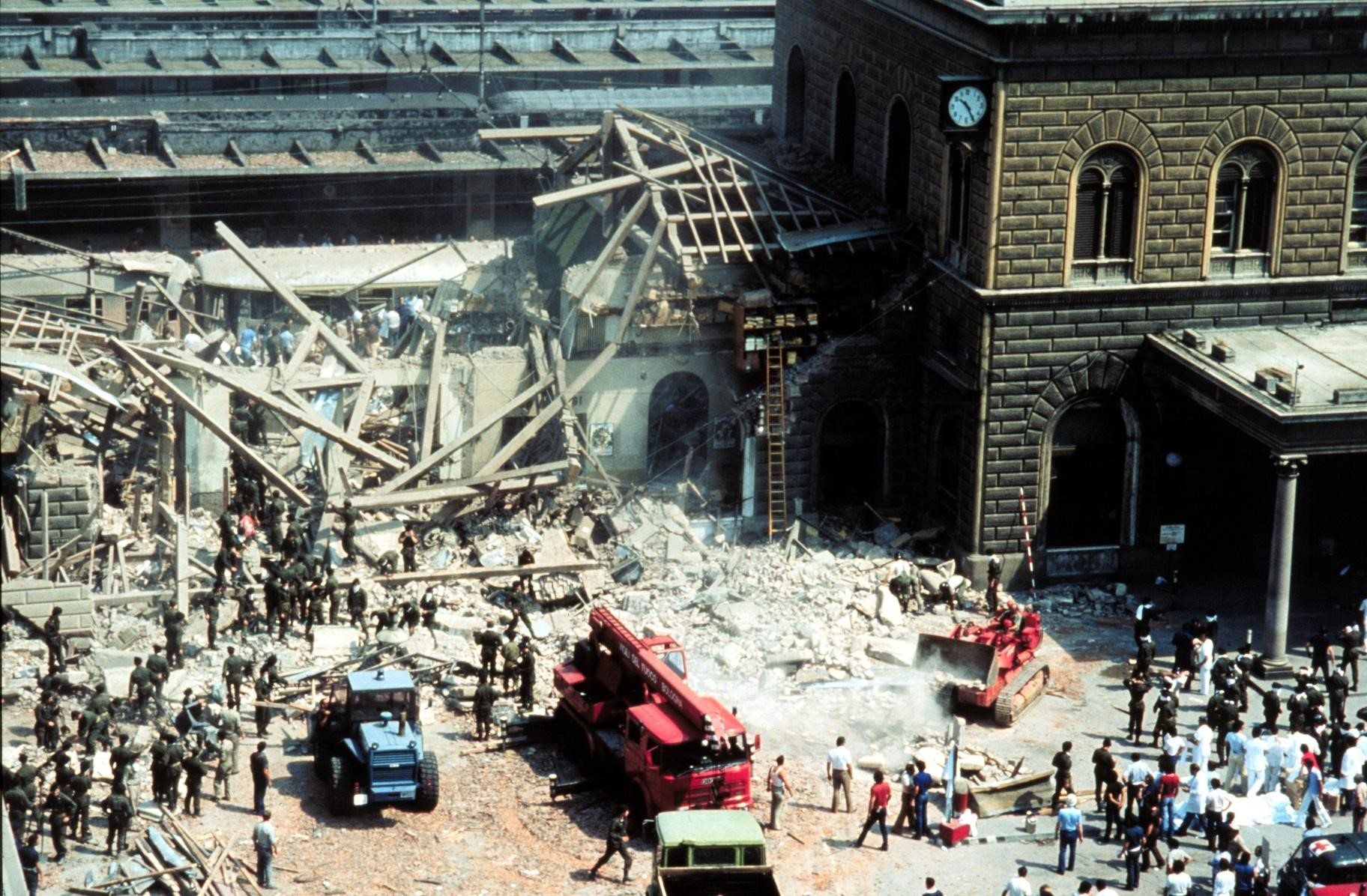
Болонский вокзал после взрыва.

В послевоенный период город стал надёжным оплотом и витриной левых партий, неизменно контролировавших его администрацию. Прозвище «красная Болонья», которое изначально происходило от цвета кирпичей дворцов в центре города, со временем приобрело политическое звучание. 70-е годы в Италии стали «свинцовыми годами», годами террористов, террористических взрывов, годами социального напряжения вследствие 20 % инфляции.
Обстановка в Болонье также накалялась: студенты университета проводили манифестации и участвовали в стычках с идейными противниками. В период этих событий мэром Болоньи являлся коммунист Ренато Дзангери; полиция получила приказ силой пресечь столкновения между левыми и участниками католического движения Comunione e Liberazione (Причастие и освобождение). 11 марта 1977 года член леворадикальной группировки Lotta Continua (Борьба продолжается) Франческо Лоруссо был застрелен в стычке с участием полиции, точно установить виновного не удалось. Смерть молодого человека спровоцировала многочисленные акции протеста, некоторые из них вылились в беспорядки и акты насилия. На следующий день после похорон Лоруссо власти закрыли радикальную радиостанцию Radio Alice, позднее на территорию университета для поддержания правопорядка была введена бронетехника.
Кульминация годов террора в Болонье настала 2 августа 1980 года, когда бомба необычайной мощности взорвалась в зале ожидания второго класса железнодорожного вокзала. От взрыва пострадали также несколько вагонов поезда, стоявшего рядом с эпицентром, погибли 85 человек, более 200 получили ранения. Теракт вошёл в историю как «strage di Bologna», то есть «массовое убийство в Болонье». Он считается самым страшным преступлением в истории Италии.
По обвинению в организации теракта на вокзале были осуждены на пожизненные сроки двое правых экстремистов — Франческа Мамбро и Валерио Фиораванти. Оба, признав свою вину в других вменённых им преступлениях, отрицали свою причастность к данному теракту. Бывший глава масонской ложи П-2 Личо Джелли, бывший агент военной контрразведки SISMI Франческо Пацьенца, а также офицеры секретной военной службы Пьетро Музумечи и Джузеппе Бельмонте были обвинены в создании препятствий для следствия и также осуждены.

### Конец века
6 декабря 1990 года военный самолёт потерпел аварию и был оставлен пилотом, после чего рухнул на здание института имени Сальвемини в Казалеккьо-ди-Рено. 12 студентов погибли, 72 студента и преподавателя навсегда остались инвалидами. Пилот был оправдан в 1998 году.
4 января 1991 года в квартале Сан-Донато, известном как «Пиластро», члены так называемой «банды на белом Уно» убили трёх карабинеров. Некоторое время спустя террористическая группировка «Falange Armata» («Вооружённый отряд») отомстила бандитам. Впоследствии в ходе других ограблений та же банда убила ещё нескольких человек, пока в ноябре 1994 года не были захвачены братья Сави и другие члены группировки (все оказались сотрудниками полиции, за исключением Фабио Сави).
В 1999 году, после 50 лет «красного» правления, произошёл резкий политический поворот. 27 июня 1999 года кандидат право-центристских сил Джорджо Гуадзалока победил на выборах и стал мэром Болоньи.

## Недавняя история
Важнейшими событиями правления администрации Гуадзалока стало открытие новых культурных центров — в помещениях бывших ворот в третьем кольце городских стен Porta Galliera (работы завершились в 2004 году) и бывшей торговой биржи — Sala Borsa, а также трагедия — вечером 19 марта 2002 года боевики так называемых «Новых Красных бригад» убили профессора трудового права Марко Бьяджи. В 2004 году к власти вернулись левоцентристы — мэром стал Серджо Кофферати. 2008 год ознаменовался массовыми протестами студентов Болонского университета против планов сокращения расходов на образование после прихода к власти в Италии Народа свободы, что привело к образованию организации L’Onda («Волна»), в которую помимо студентов вошли также десятки преподавателей. 6 апреля 2009 года полиция силой отбила одно из зданий университета, самовольно занятое сторонниками этого движения. На выборах 21 июня того же года победа нового мэра Флавио Дельбоно оставила город в руках левых, но в 2010 году он ушёл в отставку из-за обвинений в злоупотреблении властью, и 18 марта 2010 года обязанности мэра перешли к назначенному префектурному комиссару Аннемарии Канчельери (только в июне 2011 года новым мэром был избран кандидат левоцентристской коалиции Вирджинио Мерола).